# I liga argentyńska w piłce nożnej (1983)
W sezonie 1983 rozegrano dwa turnieje mistrzowskie – ogólnokrajowy Campeonato Nacional i stołeczny Campeonato Metropolitano.
Mistrzem Argentyny Campeonato Nacional w sezonie 1983 został Estudiantes La Plata, a wicemistrzem Argentyny Nacional został klub Independiente.
Mistrzem Argentyny Metropolitano w sezonie 1983 został klub Independiente, natomiast wicemistrzem Argentyny Metropolitano – San Lorenzo de Almagro.
Do Copa Libertadores 1984 zakwalifikowały się dwa kluby:
- Estudiantes La Plata (mistrz Campeonato Nacional)
- Independiente (mistrz Campeonato Metropolitano)

## Campeonato Nacional 1983
W Campeonato Nacional wzięły udział 32 kluby – 19 klubów biorących udział w mistrzostwach Metropolitano oraz 13 klubów z prowincji. Prowincjonalna trzynastka została wyłoniona podczas rozgrywek klasyfikacyjnych klubów które wygrały swoje ligi prowincjonalne w roku 1982. W sezonie 1983 w mistrzostwach Nacional wzięły udział następujące kluby z regionu stołecznego (Metropolitano): Argentinos Juniors, Boca Juniors, Estudiantes La Plata, Ferro Carril Oeste, CA Huracán, Independiente, Instituto Córdoba, Newell’s Old Boys, Nueva Chicago Buenos Aires, CA Platense, Racing Club de Avellaneda, Racing Córdoba, River Plate, Rosario Central, San Lorenzo de Almagro, Talleres Córdoba, CA Temperley, Unión Santa Fe, CA Vélez Sarsfield
Do pierwszej ligi mistrzostw Nacional w sezonie 1983 zakwalifikowały się następujące kluby z prowincji: Atlético Santa Rosa, Altos Hornos Zapla Palpalá, Andino La Rioja, Atlético Concepción Banda del Río Salí, Chaco For Ever Resistencia, Estudiantes Río Cuarto, Gimnasia y Esgrima Mendoza, Juventud Antoniana Salta, Kimberley Mar del Plata, Loma Negra Olavarría, Renato Cesarini Rosario, San Martín Tucumán,
Unión San Vicente Córdoba

### Grupa A
| Data             | Mecz |
| ---------------- | --- |
| 13 marca 1983    | Altos Hornos Zapla Palpalá – CA Vélez Sarsfield 0:1 Norberto Alonso mecz rozegrany został na stadionie Estadio Centro Siderúrgico                                                   |
| 13 marca 1983    | Newell’s Old Boys – Kimberley Mar del Plata 1:0 Víctor Rogelio Ramos |
| 20 marca 1983    | Kimberley Mar del Plata – CA Vélez Sarsfield 1:2 Jorge Orgambide - Carlos Ischia, Carlos Bianchi mecz rozegrany został na stadionie Estadio Mar del Plata                           |
| 20 marca 1983    | Newell’s Old Boys – Altos Hornos Zapla Palpalá 1:1 Iván Gabrich - Carlos Tejeda |
| 27 marca 1983    | CA Vélez Sarsfield – Newell’s Old Boys 2:2 Norberto Alonso (k), Juan C. Bujedo - Sergio Almirón, Víctor R. Ramos                                                                    |
| 27 marca 1983    | Altos Hornos Zapla Palpalá – Kimberley Mar del Plata 2:0 Julio C. Bulacio, Jorge H. Bacas mecz rozegrany został na stadionie Estadio Centro Siderúrgico                             |
| 30 marca 1983    | CA Vélez Sarsfield – Kimberley Mar del Plata 4:0 Marcelo Gaspani s, Jorge A. Comas (2), Norberto Alonso                                                                             |
| 30 marca 1983    | Altos Hornos Zapla Palpalá – Newell’s Old Boys 1:1 Carlos Tejeda (k) - Santiago Santamaría mecz rozegrany został na stadionie Estadio Centro Siderúrgico                            |
| 3 kwietnia 1983  | Newell’s Old Boys – CA Vélez Sarsfield 0:1 Jorge A. Comas |
| 3 kwietnia 1983  | Kimberley Mar del Plata – Altos Hornos Zapla Palpalá 3:1 Juan C. Romagnoli, Walter Avio, Víctor H. Arce - Juan J. Tenaglia mecz rozegrany został na stadionie Estadio Mar del Plata |
| 10 kwietnia 1983 | Kimberley Mar del Plata – Newell’s Old Boys 1:7 Víctor H. Arce - Iván Gabrich (4), Sergio Almirón (2), Roberto Viglione mecz rozegrany został na stadionie Estadio Mar del Plata    |
| 10 kwietnia 1983 | CA Vélez Sarsfield – Altos Hornos Zapla Palpalá 2:0 Abel Moralejo, Carlos Bianchi                                                                                                   |

| Poz | Klub                       | Mecze | Zw | Rem | Por | Pkt | BrZd | BrStr |
| --- | -------------------------- | ----- | -- | --- | --- | --- | ---- | ----- |
| 1   | CA Vélez Sarsfield         | 6     | 5  | 1   | 0   | 11  | 12   | 3     |
| 2   | Newell’s Old Boys          | 6     | 2  | 3   | 1   | 7   | 12   | 6     |
| 3   | Altos Hornos Zapla Palpalá | 6     | 1  | 2   | 3   | 4   | 5    | 8     |
| 4   | Kimberley Mar del Plata    | 6     | 1  | 0   | 5   | 2   | 5    | 17    |

### Grupa B
| Data             | Mecz |
| ---------------- | --- |
| 13 marca 1983    | Independiente – Chaco For Ever Resistencia 2:0 Carlos M. Morete (2) |
| 13 marca 1983    | San Martín Tucumán – Argentinos Juniors 1:1 José H. Noriega - José L. Pavoni |
| 20 marca 1983    | Chaco For Ever Resistencia – Argentinos Juniors 0:1 Carlos Ereros |
| 20 marca 1983    | Independiente – San Martín Tucumán 4:0 Jorge Burruchaga, Ricardo Giusti, Gabriel H. Calderón, Carlos M. Morete                                                                    |
| 27 marca 1983    | Argentinos Juniors – Independiente 0:0 mecz rozegrany został na stadionie klubu Ferro Carril Oeste                                                                                |
| 12 kwietnia 1983 | San Martín Tucumán – Chaco For Ever Resistencia 3:0 Juan C. Torales, José L. Román, Ricardo Troitiño mecz rozegrany został na stadionie klubu Central Córdoba Santiago del Estero |
| 14 kwietnia 1983 | Argentinos Juniors – Chaco For Ever Resistencia 4:2 Silvano Espíndola, Pedro P. Pasculli, Rubén Galletti (2) - Jorge E. Ramoa, Efraín Chacón                                      |
| 14 kwietnia 1983 | San Martín Tucumán – Independiente 0:2 Jorge Burruchaga, Carlos M. Morete mecz rozegrany został na stadionie klubu Central Córdoba Santiago del Estero                            |
| 3 kwietnia 1983  | Chaco For Ever Resistencia – San Martín Tucumán 1:0 Roberto R. Franco |
| 17 kwietnia 1983 | Independiente – Argentinos Juniors 1:1 Gabriel H. Calderón - Rubén Galletti (k)                                                                                                   |
| 10 kwietnia 1983 | Chaco For Ever Resistencia – Independiente 2:2 Ramón Barrientos, Jorge E. Ramoa - Néstor Clausen, Carlos M. Morete                                                                |
| 10 kwietnia 1983 | Argentinos Juniors – San Martín Tucumán 4:2 Carlos Ereros, Sergio D. Batista, Eduardo Rotondi, José A. Castro - Humberto D. Gutiérrez, Gustavo Bassitta                           |

| Poz | Klub                       | Mecze | Zw | Rem | Por | Pkt | BrZd | BrStr |
| --- | -------------------------- | ----- | -- | --- | --- | --- | ---- | ----- |
| 1   | Independiente              | 6     | 3  | 3   | 0   | 9   | 11   | 3     |
| 2   | Argentinos Juniors         | 6     | 3  | 3   | 0   | 9   | 11   | 6     |
| 3   | San Martín Tucumán         | 6     | 1  | 1   | 4   | 3   | 6    | 12    |
| 4   | Chaco For Ever Resistencia | 6     | 1  | 1   | 4   | 3   | 5    | 12    |

### Grupa C
| Data             | Mecz |
| ---------------- | --- |
| 13 marca 1983    | San Lorenzo de Almagro – Juventud Antoniana Salta 3:2 Heber Bueno (2), Osvaldo Biaín - Luis Rivero, Horacio D. Rojas mecz rozegrany został na stadionie klubu CA Vélez Sarsfield |
| 13 marca 1983    | Atlético Santa Rosa – Rosario Central 0:1 Héctor A. Chazarreta |
| 20 marca 1983    | Juventud Antoniana Salta – Rosario Central 0:0 |
| 20 marca 1983    | San Lorenzo de Almagro – Atlético Santa Rosa 4:0 Rubens Navarro, Heber Bueno (2), Jorge Coudannes mecz rozegrany został na stadionie klubu CA Vélez Sarsfield                    |
| 27 marca 1983    | Rosario Central – San Lorenzo de Almagro 0:1 Sergio O. Luna |
| 27 marca 1983    | Atlético Santa Rosa – Juventud Antoniana Salta 0:2 Juan C. Bulacio (2) |
| 30 marca 1983    | Atlético Santa Rosa – San Lorenzo de Almagro 2:3 Luis Cervio (k), Alberto Munguía - Jorge Coudannes, Walter Perazzo, Jorge Higuaín                                               |
| 31 marca 1983    | Rosario Central – Juventud Antoniana Salta 6:1 José R. Iglesias (3), Omar Palma, Héctor A. Chazarreta (2) - Enrique D. Cardozo                                                   |
| 3 kwietnia 1983  | San Lorenzo de Almagro – Rosario Central 2:1 Osvaldo Biaín, Heber Bueno - José R. Iglesias (k) mecz rozegrany został na stadionie klubu CA Vélez Sarsfield                       |
| 3 kwietnia 1983  | Juventud Antoniana Salta – Atlético Santa Rosa 7:1 Américo Sosa (3), Rodolfo Garnica (4) - Rubén Susvielle                                                                       |
| 10 kwietnia 1983 | Juventud Antoniana Salta – San Lorenzo de Almagro 1:1 Rodolfo Garnica - Osvaldo Biaín                                                                                            |
| 10 kwietnia 1983 | Rosario Central – Atlético Santa Rosa 7:1 Eduardo E. Delgado, Gerardo M. González (2), Héctor A. Chazarreta (3), Darío Campagna - Daniel Petrucci                                |

| Poz | Klub                     | Mecze | Zw | Rem | Por | Pkt | BrZd | BrStr |
| --- | ------------------------ | ----- | -- | --- | --- | --- | ---- | ----- |
| 1   | San Lorenzo de Almagro   | 6     | 5  | 1   | 0   | 11  | 14   | 6     |
| 2   | Rosario Central          | 6     | 3  | 1   | 2   | 7   | 15   | 5     |
| 3   | Juventud Antoniana Salta | 6     | 2  | 2   | 2   | 6   | 13   | 11    |
| 4   | Atlético Santa Rosa      | 6     | 0  | 0   | 6   | 0   | 4    | 24    |

### Grupa D
| Data             | Mecz |
| ---------------- | --- |
| 13 marca 1983    | CA Huracán – Atlético Concepción Banda del Río Salí 1:0 Miguel A. Converti (syn) |
| 13 marca 1983    | Renato Cesarini Rosario – Racing Club de Avellaneda 0:1 Víctor Marchetti mecz rozegrany został na stadionie klubu Newell’s Old Boys                                                                      |
| 20 marca 1983    | Atlético Concepción Banda del Río Salí – Racing Club de Avellaneda 0:0 |
| 20 marca 1983    | CA Huracán – Renato Cesarini Rosario 4:1 Gustavo Echaniz, Miguel A. Converti (syn) (2, 1k), Constantino Hiotidis - Roberto O. Rodríguez                                                                  |
| 26 marca 1983    | Renato Cesarini Rosario – Atlético Concepción Banda del Río Salí 3:1 Rubén Ciraolo, Roberto O. Rodríguez (k), Eduardo Foressi - José R. Soria mecz rozegrany został na stadionie klubu Newell’s Old Boys |
| 27 marca 1983    | Racing Club de Avellaneda – CA Huracán 0:0 mecz rozegrany został na stadionie klubu Independiente |
| 30 marca 1983    | Racing Club de Avellaneda – Atlético Concepción Banda del Río Salí 3:1 Roberto O. Díaz, Mario Rizzi (2) - Pedro Monteros mecz rozegrany został na stadionie klubu Independiente                          |
| 30 marca 1983    | Renato Cesarini Rosario – CA Huracán 1:2 Máximo Nardoni - Rubén Carra, Gustavo Echaniz mecz rozegrany został na stadionie klubu Newell’s Old Boys                                                        |
| 3 kwietnia 1983  | CA Huracán – Racing Club de Avellaneda 1:0 Néstor Di Luca |
| 3 kwietnia 1983  | Atlético Concepción Banda del Río Salí – Renato Cesarini Rosario 2:2 Jorge M. Heredia, José R. Soria - Eduardo Foressi, José A. Zeballos                                                                 |
| 10 kwietnia 1983 | Atlético Concepción Banda del Río Salí – CA Huracán 2:1 José R. Soria, Jorge M. Heredia - Claudio Morresi                                                                                                |
| 10 kwietnia 1983 | Racing Club de Avellaneda – Renato Cesarini Rosario 1:2 Roberto O. Díaz - Máximo Nardoni, Rubén Ciraolo (k) mecz rozegrany został na stadionie klubu Independiente                                       |

| Poz | Klub                                   | Mecze | Zw | Rem | Por | Pkt | BrZd | BrStr |
| --- | -------------------------------------- | ----- | -- | --- | --- | --- | ---- | ----- |
| 1   | CA Huracán                             | 6     | 4  | 1   | 1   | 9   | 9    | 4     |
| 2   | Racing Club de Avellaneda              | 6     | 2  | 2   | 2   | 6   | 5    | 4     |
| 3   | Renato Cesarini Rosario                | 6     | 2  | 1   | 3   | 5   | 9    | 11    |
| 4   | Atlético Concepción Banda del Río Salí | 6     | 1  | 2   | 3   | 4   | 6    | 10    |

### Grupa E
| Data             | Mecz |
| ---------------- | --- |
| 13 marca 1983    | Instituto Córdoba – CA Platense 3:2 Oscar Dertycia, Roberto A. Brunetto, Rodolfo C. Rodríguez - Oscar López Turitich, Eduardo Anzarda       |
| 13 marca 1983    | Boca Juniors – Gimnasia y Esgrima Mendoza 2:1 Jorge Domínguez, Ricardo Gareca - Oscar Fornari                                               |
| 20 marca 1983    | Gimnasia y Esgrima Mendoza – CA Platense 1:1 Oscar Muñoz - Eduardo Anzarda mecz rozegrany został na stadionie Estadio Malvinas Argentinas   |
| 20 marca 1983    | Boca Juniors – Instituto Córdoba 2:0 Juan J. López, Oscar Ruggeri                                                                           |
| 25 marca 1983    | CA Platense – Boca Juniors 1:0 Ricardo A. Roldán mecz rozegrany został na stadionie klubu CA Vélez Sarsfield                                |
| 27 marca 1983    | Instituto Córdoba – Gimnasia y Esgrima Mendoza 1:0 Ramón Benítez                                                                            |
| 30 marca 1983    | CA Platense – Gimnasia y Esgrima Mendoza 4:2 Raúl Grimoldi (2), José L. Petti, Claudio Ginanni (k) - Juan G. Funes, Oscar Fornari           |
| 30 marca 1983    | Instituto Córdoba – Boca Juniors 2:2 Víctor H. Heredia, Oscar Dertycia - Ricardo Gareca, Jorge Domínguez                                    |
| 3 kwietnia 1983  | Boca Juniors – CA Platense 2:0 Ricardo Gareca (k), Juan J. López                                                                            |
| 3 kwietnia 1983  | Gimnasia y Esgrima Mendoza – Instituto Córdoba 1:0 Luis Oropel s mecz rozegrany został na stadionie Estadio Malvinas Argentinas             |
| 10 kwietnia 1983 | Gimnasia y Esgrima Mendoza – Boca Juniors 1:1 Juan G. Funes - Carlos Mendoza mecz rozegrany został na stadionie Estadio Malvinas Argentinas |
| 10 kwietnia 1983 | CA Platense – Instituto Córdoba 1:0 Julio Pavón                                                                                             |

| Poz | Klub                       | Mecze | Zw | Rem | Por | Pkt | BrZd | BrStr |
| --- | -------------------------- | ----- | -- | --- | --- | --- | ---- | ----- |
| 1   | Boca Juniors               | 6     | 3  | 2   | 1   | 8   | 9    | 5     |
| 2   | CA Platense                | 6     | 3  | 1   | 2   | 7   | 9    | 8     |
| 3   | Instituto Córdoba          | 6     | 2  | 1   | 3   | 5   | 6    | 8     |
| 4   | Gimnasia y Esgrima Mendoza | 6     | 1  | 2   | 3   | 4   | 6    | 9     |

### Grupa F
| Data             | Mecz |
| ---------------- | --- |
| 13 marca 1983    | Talleres Córdoba – Estudiantes Río Cuarto 5:1 Mario Bevilaqua, Eduardo Torletti (2), Miguel A. Oviedo (2, 1k) - Héctor Gómez mecz rozegrany został na stadionie Estadio Córdoba |
| 13 marca 1983    | Ferro Carril Oeste – CA Temperley 1:0 Claudio Crocco |
| 20 marca 1983    | Ferro Carril Oeste – Talleres Córdoba 0:0 |
| 20 marca 1983    | CA Temperley – Estudiantes Río Cuarto 2:1 Sergio Spataro, Jorge Álvarez - Jorge Santecchia (k) mecz rozegrany został na stadionie klubu CA Banfield                             |
| 27 marca 1983    | Talleres Córdoba – CA Temperley 0:0 mecz rozegrany został na stadionie Estadio Córdoba                                                                                          |
| 27 marca 1983    | Estudiantes Río Cuarto – Ferro Carril Oeste 1:1 Jorge Tévez - Héctor Cúper (k)                                                                                                  |
| 30 marca 1983    | Talleres Córdoba – Ferro Carril Oeste 0:0 mecz rozegrany został na stadionie Estadio Córdoba                                                                                    |
| 30 marca 1983    | Estudiantes Río Cuarto – CA Temperley 0:1 Néstor Scotta |
| 3 kwietnia 1983  | CA Temperley – Talleres Córdoba 0:1 Mario Bevilaqua mecz rozegrany został na stadionie klubu CA Banfield                                                                        |
| 3 kwietnia 1983  | Ferro Carril Oeste – Estudiantes Río Cuarto 2:1 Jorge A. Martín, Rafael Herrera - Jorge Santecchia (k)                                                                          |
| 10 kwietnia 1983 | CA Temperley – Ferro Carril Oeste 0:0 mecz rozegrany został na stadionie klubu CA Banfield                                                                                      |
| 10 kwietnia 1983 | Estudiantes Río Cuarto – Talleres Córdoba 0:1 Carlos Guerini |

| Poz | Klub                   | Mecze | Zw | Rem | Por | Pkt | BrZd | BrStr |
| --- | ---------------------- | ----- | -- | --- | --- | --- | ---- | ----- |
| 1   | Talleres Córdoba       | 6     | 3  | 3   | 0   | 9   | 7    | 1     |
| 2   | Ferro Carril Oeste     | 6     | 2  | 4   | 0   | 8   | 4    | 2     |
| 3   | CA Temperley           | 6     | 2  | 2   | 2   | 6   | 3    | 3     |
| 4   | Estudiantes Río Cuarto | 6     | 0  | 1   | 5   | 1   | 4    | 12    |

### Grupa G
| Data             | Mecz |
| ---------------- | --- |
| 13 marca 1983    | River Plate – Loma Negra Olavarría 1:0 Jorge García (k) |
| 13 marca 1983    | Andino La Rioja – Nueva Chicago Buenos Aires 0:1 Mario Franceschini mecz rozegrany został na stadionie Estadio Vargas                                                          |
| 20 marca 1983    | Loma Negra Olavarría – Nueva Chicago Buenos Aires 0:0 mecz rozegrany został na stadionie klubu Racing Club de Avellaneda                                                       |
| 20 marca 1983    | River Plate – Andino La Rioja 2:0 Carlos Tapia, Emilio N. Commisso |
| 27 marca 1983    | Nueva Chicago Buenos Aires – River Plate 1:1 Carlos A. Acuña - Jorge García mecz rozegrany został na stadionie klubu CA Huracán                                                |
| 27 marca 1983    | Andino La Rioja – Loma Negra Olavarría 0:2 José O. Reinaldi, Armando M. Husillos mecz rozegrany został na stadionie Estadio Vargas                                             |
| 30 marca 1983    | Nueva Chicago Buenos Aires – Loma Negra Olavarría 0:2 José O. Reinaldi, Armando M. Husillos mecz rozegrany został na stadionie klubu CA Huracán                                |
| 30 marca 1983    | Andino La Rioja – River Plate 2:1 Félix Echevarría, Manuel Gaitán - Oscar V. Trossero mecz rozegrany został na stadionie Estadio Vargas                                        |
| 3 kwietnia 1983  | River Plate – Nueva Chicago Buenos Aires 1:2 Oscar V. Trossero - Roberto Vega, Pedro Hermosilla Flores                                                                         |
| 3 kwietnia 1983  | Loma Negra Olavarría – Andino La Rioja 3:1 José L. Gaitán, Félix Orte, José O. Reinaldi - Víctor H. Palomba mecz rozegrany został na stadionie klubu Racing Club de Avellaneda |
| 10 kwietnia 1983 | Loma Negra Olavarría – River Plate 0:0 mecz rozegrany został na stadionie klubu Racing Club de Avellaneda                                                                      |
| 10 kwietnia 1983 | Nueva Chicago Buenos Aires – Andino La Rioja 4:0 Mario Cuello s, Daniel Bina (2), Juan C. Erba                                                                                 |

| Poz | Klub                       | Mecze | Zw | Rem | Por | Pkt | BrZd | BrStr |
| --- | -------------------------- | ----- | -- | --- | --- | --- | ---- | ----- |
| 1   | Loma Negra Olavarría       | 6     | 3  | 2   | 1   | 8   | 7    | 2     |
| 2   | Nueva Chicago Buenos Aires | 6     | 3  | 2   | 1   | 8   | 8    | 4     |
| 3   | River Plate                | 6     | 2  | 2   | 2   | 6   | 6    | 5     |
| 4   | Andino La Rioja            | 6     | 1  | 0   | 5   | 2   | 3    | 13    |

### Grupa H
| Data             | Mecz |
| ---------------- | --- |
| 12 marca 1983    | Unión San Vicente Córdoba – Racing Córdoba 1:1 Mario Bernio - Rubén A. Molina mecz rozegrany został na stadionie klubu Instituto Córdoba                                                                      |
| 12 marca 1983    | Unión Santa Fe – Estudiantes La Plata 1:1 Juan R. Comas - Alejandro Sabella |
| 20 marca 1983    | Unión San Vicente Córdoba – Unión Santa Fe 0:1 Osvaldo S. Escudero mecz rozegrany został na stadionie klubu Instituto Córdoba                                                                                 |
| 20 marca 1983    | Racing Córdoba – Estudiantes La Plata 3:1 Atilio Oyola, Roberto Gasparini (2, 2k) - José L. Brown (k) mecz rozegrany został na stadionie Estadio Córdoba                                                      |
| 27 marca 1983    | Estudiantes La Plata – Unión San Vicente Córdoba 5:0 Hugo Gottardi, José L. Brown (2, 2k), Julián Camino, Alberto J. Benítez                                                                                  |
| 27 marca 1983    | Unión Santa Fe – Racing Córdoba 0:0 |
| 30 marca 1983    | Unión Santa Fe – Unión San Vicente Córdoba 2:0 Juan R. Comas, Ramón Centurión |
| 30 marca 1983    | Estudiantes La Plata – Racing Córdoba 3:2 José L. Brown (k), Guillermo Trama, Alejandro Sabella - Roberto Gasparini (k), Luis Amuchástegui                                                                    |
| 3 kwietnia 1983  | Racing Córdoba – Unión Santa Fe 4:1 Luis Amuchástegui (3), Atilio Oyola - Luis Abdeneve mecz rozegrany został na stadionie Estadio Córdoba                                                                    |
| 3 kwietnia 1983  | Unión San Vicente Córdoba – Estudiantes La Plata 2:4 Mario Bernio, Roberto Corró - Daniel Rodríguez, Alberto Benítez, Gustavo Rezza, Hugo E. Tévez mecz rozegrany został na stadionie klubu Instituto Córdoba |
| 10 kwietnia 1983 | Racing Córdoba – Unión San Vicente Córdoba 4:0 Juan J. Urruti (2), Roberto Gasparini (2, 1k) mecz rozegrany został na stadionie Estadio Córdoba                                                               |
| 10 kwietnia 1983 | Estudiantes La Plata – Unión Santa Fe 0:0 |

| Poz | Klub                      | Mecze | Zw | Rem | Por | Pkt | BrZd | BrStr |
| --- | ------------------------- | ----- | -- | --- | --- | --- | ---- | ----- |
| 1   | Racing Córdoba            | 6     | 3  | 2   | 1   | 8   | 14   | 6     |
| 2   | Estudiantes La Plata      | 6     | 3  | 2   | 1   | 8   | 14   | 8     |
| 3   | Unión Santa Fe            | 6     | 2  | 3   | 1   | 7   | 5    | 5     |
| 4   | Unión San Vicente Córdoba | 6     | 0  | 1   | 5   | 1   | 3    | 17    |

### Runda wstępna
Z grup do rundy wstępnej awansowały po 3 kluby z każdej grupy. W rundzie wstępnej zmierzyli się wicemistrzowie grup według systemu A – B, C – D, E – F oraz G – H, a zwycięzcy grup grali z drużynami, które zajęły w grupach trzecie miejsca.
| Data             | Mecz |
| ---------------- | --- |
| 17 kwietnia 1983 | Estudiantes La Plata – Nueva Chicago Buenos Aires 2:0                                                                                   |
| 17 kwietnia 1983 | CA Platense – Ferro Carril Oeste 2:1 |
| 17 kwietnia 1983 | Racing Club de Avellaneda – Rosario Central 1:0 mecz rozegrany został na stadionie klubu Ferro Carril Oeste                             |
| 20 kwietnia 1983 | Newell’s Old Boys – Argentinos Juniors 3:3                                                                                              |
| 24 kwietnia 1983 | Independiente – Instituto Córdoba 3:2                                                                                                   |
| 24 kwietnia 1983 | Juventud Antoniana Salta – Racing Córdoba 1:2                                                                                           |
| 24 kwietnia 1983 | River Plate – CA Huracán 1:0 |
| 24 kwietnia 1983 | Talleres Córdoba – Altos Hornos Zapla Palpalá 0:0 mecz rozegrany został na stadionie Estadio Córdoba                                    |
| 27 kwietnia 1983 | Loma Negra Olavarría – Renato Cesarini Rosario 3:0 mecz rozegrany został na stadionie klubu Racing                                      |
| 27 kwietnia 1983 | San Lorenzo de Almagro – Unión Santa Fe 1:1 mecz rozegrany został na stadionie klubu Vélez Sarsfield                                    |
| 27 kwietnia 1983 | San Martín Tucumán – Boca Juniors 0:4 mecz rozegrany został na stadionie klubu Central Córdoba Santiago del Estero                      |
| 27 kwietnia 1983 | CA Temperley – CA Vélez Sarsfield 3:1 mecz rozegrany został na stadionie klubu Banfield                                                 |
| 30 kwietnia 1983 | Altos Hornos Zapla Palpalá – Talleres Córdoba 1:1 mecz rozegrany został na stadionie Estadio Centro Siderúrgico Awans: Talleres Córdoba |
| 30 kwietnia 1983 | CA Huracán – River Plate 0:2 Awans: River Plate                                                                                         |
| 30 kwietnia 1983 | Instituto Córdoba – Independiente 2:2 Awans: Independiente                                                                              |
| 30 kwietnia 1983 | Racing Córdoba – Juventud Antoniana Salta 3:2 mecz rozegrany został na stadionie Estadio Córdoba Awans: Racing Córdoba                  |
| 4 maja 1983      | Boca Juniors – San Martín Tucumán 1:0 Awans: Boca Juniors                                                                               |
| 4 maja 1983      | Renato Cesarini Rosario – Loma Negra Olavarría 0:3 mecz rozegrany został na stadionie klubu Rosario Central Awans: Loma Negra Olavarría |
| 4 maja 1983      | Unión Santa Fe – San Lorenzo de Almagro 0:0 Awans: Unión Santa Fe                                                                       |
| 4 maja 1983      | CA Vélez Sarsfield – CA Temperley 0:0 Awans: CA Temperley                                                                               |
| 8 maja 1983      | Argentinos Juniors – Newell’s Old Boys 1:2 Awans: Newell’s Old Boys                                                                     |
| 8 maja 1983      | Ferro Carril Oeste – CA Platense 3:1 Awans: Ferro Carril Oeste                                                                          |
| 8 maja 1983      | Nueva Chicago Buenos Aires – Estudiantes La Plata 0:1 Awans: Estudiantes La Plata                                                       |
| 8 maja 1983      | Rosario Central – Racing Club de Avellaneda 2:0 Awans: Rosario Central                                                                  |

### 1/8 finału
Obok dwunastu zwycięzców dwumeczy z rundy wstępnej do 1/8 finału awansowały: CA Platense, Racing Club de Avellaneda, Argentinos Juniors, CA Vélez Sarsfield
| Data         | Mecz |
| ------------ | --- |
| 14 maja 1983 | Newell’s Old Boys – Rosario Central 0:0 |
| 15 maja 1983 | Loma Negra Olavarría – Racing Club de Avellaneda 2:1 Armando M. Husillos, Aldo Varales - Mario A. Rizzi mecz rozegrany został na stadionie klubu Racing Olavarría |
| 15 maja 1983 | Talleres Córdoba – Racing Córdoba 2:2 Miguel A. Oviedo (k), Mario Bevilaqua - Roberto Gasparini, Luis Amuchástegui mecz rozegrany został na stadionie Estadio Córdoba |
| 15 maja 1983 | Unión Santa Fe – Independiente 1:0 Hugo Zavagno |
| 15 maja 1983 | Estudiantes La Plata – Ferro Carril Oeste 1:0 Marcelo Trobbiani |
| 15 maja 1983 | Boca Juniors – Argentinos Juniors 1:1 Jorge Domínguez - Ángel Landucci |
| 15 maja 1983 | River Plate – CA Vélez Sarsfield 1:0 Raúl de la Cruz Chaparro |
| 15 maja 1983 | CA Temperley – CA Platense 2:1 Néstor L. Scotta, Ricardo Dabrowski - Oscar López Turitich mecz rozegrany został na stadionie klubu Banfield |
| 18 maja 1983 | Racing Córdoba – Talleres Córdoba 0:0 (dog), karne 5:3 mecz rozegrany został na stadionie Estadio Córdoba karne: Roberto Gasparini (+), Juan J. Urruti (+), Ángel Feliú (+), Luis Amuchástegui (+), Miguel A. Ballejo (+) - Miguel A. Oviedo (+), Mario Bevilaqua (+), Eduardo S. Torletti (+), Carlos Guerini (-) Awans: Racing Córdoba                                                |
| 19 maja 1983 | Argentinos Juniors – Boca Juniors 3:2 (dog) Silvano Espíndola (2), Mario H. Videla - Ricardo Gareca, Jorge Domínguez mecz rozegrany został na stadionie klubu River Plate Awans: Argentinos Juniors |
| 19 maja 1983 | Ferro Carril Oeste – Estudiantes La Plata 2:2 Carlos A. Arregui, Alberto J. Márcico - Alejandro Sabella, José L. Brown (k) Awans: Estudiantes La Plata |
| 19 maja 1983 | Independiente – Unión Santa Fe 1:0 (dog), karne 6:5 Jorge Burruchaga karne: Enzo Trossero (+), Jorge Burruchaga (+), Gabriel H. Calderón (+), Néstor Clausen (+), Claudio Marangoni (+), Ricardo Giusti (+) - Horacio Cordero (+), Ricardo Logiácono (+), José A. Lencina (+), Aldo Noblea (+), Osvaldo S. Escudero (+), Carlos Z. López (obronił Carlos M. Goyén) Awans: Independiente |
| 19 maja 1983 | CA Platense – CA Temperley 0:0 Awans: CA Temperley |
| 19 maja 1983 | Racing Club de Avellaneda – Loma Negra Olavarría 4:0 Mario A. Rizzi (2, 2k), Ángel Leroyer, Alberto Gizzi mecz rozegrany został na stadionie klubu Huracán Awans: Racing Club de Avellaneda |
| 19 maja 1983 | Rosario Central – Newell’s Old Boys 2:0 Darío Campagna, Claudio A. Scalise Awans: Rosario Central |
| 19 maja 1983 | CA Vélez Sarsfield – River Plate 0:0 Awans: River Plate |

### 1/4 finału
| Data         | Mecz |
| ------------ | --- |
| 21 maja 1983 | Racing Córdoba – Independiente 1:1 Jorge E. Maldonado - Claudio Marangoni mecz rozegrany został na stadionie Estadio Córdoba |
| 22 maja 1983 | Estudiantes La Plata – Racing Club de Avellaneda 3:1 Guillermo Trama, Hugo Gottardi (2) - Alberto Gizzi |
| 22 maja 1983 | River Plate – Argentinos Juniors 0:0 |
| 22 maja 1983 | Rosario Central – CA Temperley 0:1 Marcelo Aldape |
| 25 maja 1983 | Argentinos Juniors – River Plate 1:0 Mario H. Videla mecz rozegrany został na stadionie klubu Vélez Sarsfield Awans: Argentinos Juniors |
| 25 maja 1983 | Independiente – Racing Córdoba 1:1 (dog), karne 4:2 Jorge Burruchaga - Roberto Gasparini (k) karne: Jorge Burruchaga (+), Gabriel Calderón (+), Néstor R. Clausen (+), Claudio Marangoni (+), Carlos M. Morete (-) - Roberto Gasparini (+), Luis Amuchástegui (+), Atilio Oyola (-), Osvaldo Coloccini (obronił Carlos M. Goyén) Awans: Independiente |
| 25 maja 1983 | Racing Club de Avellaneda – Estudiantes La Plata 2:1 José L. Brown s, Marcos Leiva - Hugo Gottardi mecz rozegrany został na stadionie klubu Huracán Awans: Estudiantes La Plata |
| 25 maja 1983 | CA Temperley – Rosario Central 1:1 Mario Finarolli - José R. Iglesias mecz rozegrany został na stadionie klubu Banfield Awans: CA Temperley |

### 1/2 finału
| Data           | Mecz |
| -------------- | --- |
| 29 maja 1983   | Argentinos Juniors – Independiente 2:1 Pedro P. Pasculli, Sergio D. Batista - José A. Percudani mecz rozegrany został na stadionie klubu Vélez Sarsfield                                        |
| 29 maja 1983   | Estudiantes La Plata – CA Temperley 1:1 Rubén Agüero - Marcelo Aldape |
| 1 czerwca 1983 | Independiente – Argentinos Juniors 2:0 Jorge Burruchaga, Carlos M. Morete Awans: Independiente                                                                                                  |
| 1 czerwca 1983 | CA Temperley – Estudiantes La Plata 1:3 (dog) Ricardo Dabrowski - José L. Brown, Hugo Gottardi, Marcelo Trobbiani mecz rozegrany został na stadionie klubu Banfield Awans: Estudiantes La Plata |

### Finał
| Data            | Mecz |
| --------------- | --- |
| 4 czerwca 1983  | Estudiantes La Plata – Independiente 2:0 Hugo Gottardi, Guillermo Trama |
| 10 czerwca 1983 | Independiente – Estudiantes La Plata 2:1 Sędzia: Arturo André Ithurralde Bramki: 1:0 Ricardo Giusti 14, 1:1 Guillermo Trama 44, 2:1 Enzo Trossero 70 CA Independiente: Goyén – Clausen, Villaverde, Enzo Trossero, M.E.Killer – Ricardo Giusti, Marangoni, Burruchaga, Bochini – Calderón, Morete. Trener: Nito Veiga. Club Estudiantes de La Plata: Bertero – Camino, Brown, R.J. Agüero, A.E.Herrera – M.Á.Russo, J.D.Ponce, Sabella, Trobbiani – Guillermo Trama, Gurrieri. Trener: Eduardo Luján Manera. |

Mistrzem Argentyny turnieju Nacional w roku 1983 został klub Estudiantes La Plata, natomiast wicemistrzem Argentyny turnieju Nacional został Independiente. Jako mistrz Argentyny turnieju Nacional klub Estudiantes La Plata zapewnił sobie udział w Copa Libertadores 1984.

### Klasyfikacja strzelców bramek Nacional 1983
| Gole | Piłkarz           | Klub                 |
| ---- | ----------------- | -------------------- |
| 11   | Mario Husillos    | Loma Negra Olavarría |
| 9    | Luis Amuchástegui | Racing Córdoba       |
| 9    | Ricardo Gareca    | Boca Juniors         |
| 9    | Roberto Gasparini | Racing Córdoba       |
| 8    | Jorge Burruchaga  | Independiente        |
| 8    | José Iglesias     | Rosario Central      |
| 8    | Carlos Morete     | Independiente        |

## Campeonato Metropolitano 1983
Mistrzem Argentyny Metropolitano w sezonie 1983 został klub Independiente, natomiast wicemistrzem Argentyny Metropolitano – San Lorenzo de Almagro.
Tabela spadkowa zadecydowała o tym, które kluby spadną do drugiej ligi (Primera B Mertopolitano). Do drugiej ligi spadły dwa kluby – przedostatni w tabeli spadkowej Nueva Chicago Buenos Aires oraz ostatni w tabeli spadkowej klub Racing Club de Avellaneda. Na ich miejsce awansowały dwa kluby z drugiej ligi – Chacarita Juniors oraz Atlanta Buenos Aires.

### Kolejka 1
| Data            | Mecz |
| --------------- | --- |
| 11 czerwca 1983 | Newell’s Old Boys – Racing Club de Avellaneda 1:0 Víctor R. Ramos                                                                                        |
| 12 czerwca 1983 | San Lorenzo de Almagro – Boca Juniors 1:2 Walter Perazzo - Jorge Domínguez, Jorge Vázquez mecz rozegrany został na stadionie klubu CA Vélez Sarsfield    |
| 12 czerwca 1983 | Argentinos Juniors – CA Temperley 2:1 Marcelo Firpo, Carlos Ereros - Marcelo Aldape                                                                      |
| 12 czerwca 1983 | Estudiantes La Plata – CA Vélez Sarsfield 2:1 Rubén J. Agüero, Adriano T. C. Mendes - Alejandro Nannini                                                  |
| 12 czerwca 1983 | River Plate – Talleres Córdoba 3:0 Oscar V. Trossero, Enzo Francescoli, Américo R. Gallego                                                               |
| 12 czerwca 1983 | Independiente – Rosario Central 1:1 Enzo Trossero - Sergio Céliz                                                                                         |
| 12 czerwca 1983 | Racing Córdoba – CA Platense 3:3 Miguel A. Ballejo (k), Miguel A. Seronero, Jorge E. Maldonado - Ricardo A. Roldán, Roberto C. Cabral, Eduardo Hernández |
| 12 czerwca 1983 | Instituto Córdoba – Ferro Carril Oeste 0:1 Alberto Márcico mecz rozrgrany został na stadionie Estadio Córdoba                                            |
| 12 czerwca 1983 | CA Huracán – Unión Santa Fe 2:0 Jorge J. Gutiérrez, Marcelo J. González                                                                                  |

### Kolejka 2
| Data            | Mecz |
| --------------- | --- |
| 18 czerwca 1983 | Talleres Córdoba – Estudiantes La Plata 2:0 Carlos Guerini, Eduardo Torletti mecz rozegrany został na stadionie Estadio Córdoba                                      |
| 18 czerwca 1983 | Unión Santa Fe – Instituto Córdoba 0:0 |
| 19 czerwca 1983 | Boca Juniors – Racing Córdoba 1:3 Jorge Domínguez - Ángel Feliú, Luis Amuchástegui (2)                                                                               |
| 19 czerwca 1983 | CA Vélez Sarsfield – Argentinos Juniors 3:2 Alejandro Nannini, Juan D. P. Cabrera, Víctor Lucero - Adrián Domenech, Carlos Ereros                                    |
| 19 czerwca 1983 | CA Platense – Independiente 1:1 José L. Petti - Carlos Morete |
| 19 czerwca 1983 | Racing Club de Avellaneda – River Plate 2:2 Oscar E. Gizzi, Gustavo Costas - Oscar V. Trossero, Reinado Merlo mecz rozegrany został na stadionie klubu Independiente |
| 19 czerwca 1983 | Ferro Carril Oeste – San Lorenzo de Almagro 1:0 Adolfino Cañete |
| 19 czerwca 1983 | CA Temperley – Nueva Chicago Buenos Aires 1:1 Oscar Aguilar - Roberto B. Vega mecz rozegrany został na stadionie klubu CA Banfield                                   |
| 20 czerwca 1983 | Rosario Central – Newell’s Old Boys 2:1 Claudio Scalise, Alfredo Killer - Víctor R. Ramos                                                                            |

### Kolejka 3
| Data            | Mecz |
| --------------- | --- |
| 25 czerwca 1983 | Racing Córdoba – Ferro Carril Oeste 1:1 Roberto Gasparini - Héctor Cúper (k) mecz rozegrany został na stadionie Estadio Córdoba                                        |
| 26 czerwca 1983 | Independiente – Boca Juniors 2:2 Enrique O. Sánchez (2) - Juan J. López, Jorge Domínguez                                                                               |
| 26 czerwca 1983 | Nueva Chicago Buenos Aires – CA Vélez Sarsfield 1:1 Omar Jorge s - Juan D. P. Cabrera                                                                                  |
| 26 czerwca 1983 | Argentinos Juniors – Talleres Córdoba 2:1 Sergio D. Batista, Pedro P. Pasculli (k) - Eduardo Torletti mecz rozegrany został na stadionie klubu Ferro Carril Oeste      |
| 26 czerwca 1983 | Estudiantes La Plata – Racing Club de Avellaneda 3:0 José D. Ponce (2), Alberto J. Benítez                                                                             |
| 26 czerwca 1983 | River Plate – Rosario Central 2:1 Oscar V. Trossero, Enzo Francescoli - Claudio Scalise                                                                                |
| 26 czerwca 1983 | Newell’s Old Boys – CA Platense 0:0 |
| 26 czerwca 1983 | San Lorenzo de Almagro – Unión Santa Fe 3:1 Jorge Rinaldi, Rubén D. Insúa, José R. Iglesias - Hugo Zavagno mecz rozegrany został na stadionie klubu CA Vélez Sarsfield |
| 26 czerwca 1983 | Instituto Córdoba – CA Huracán 0:0 |

### Kolejka 4
| Data            | Mecz |
| --------------- | --- |
| 29 czerwca 1983 | Boca Juniors – Newell’s Old Boys 0:0 |
| 29 czerwca 1983 | CA Huracán – San Lorenzo de Almagro 2:2 Claudio Morresi, Osvaldo Biaín s - Osvaldo Biaín, José R. Iglesias                                               |
| 29 czerwca 1983 | Unión Santa Fe – Racing Córdoba 1:0 Marcos Capocetti (k)                                                                                                 |
| 29 czerwca 1983 | Ferro Carril Oeste – Independiente 0:1 Jorge Burruchaga                                                                                                  |
| 29 czerwca 1983 | Rosario Central – Estudiantes La Plata 2:3 Raúl Chaparro, Daniel Sperandío - Alberto A. Monzón, Gustavo Rezza, Christian Guaita                          |
| 29 czerwca 1983 | Racing Club de Avellaneda – Argentinos Juniors 1:1 Oscar E. Gizzi - Rubén Galletti mecz rozegrany został na stadionie klubu Independiente                |
| 29 czerwca 1983 | Talleres Córdoba – Nueva Chicago Buenos Aires 3:1 Carlos Fren s, Carlos Guerini (2) - Carlos A. Acuña mecz rozegrany został na stadionie Estadio Córdoba |
| 29 czerwca 1983 | CA Vélez Sarsfield – CA Temperley 0:0 |
| 14 lipca 1983   | CA Platense – River Plate 1:2 Osvaldo Scigliano - Claudio Gavazzi, Sergio Mercado                                                                        |

### Kolejka 5
| Data                | Mecz |
| ------------------- | --- |
| 2 lipca 1983        | Newell’s Old Boys – Ferro Carril Oeste 3:0 Víctor R. Ramos (2, 1k), Roberto Viglione                                                               |
| 3 lipca 1983        | CA Temperley – Talleres Córdoba 3:1 Christian Guaita, Néstor Scotta (k), Marcelo Aldape - Mario Barrionuevo                                        |
| 3 lipca 1983        | Nueva Chicago Buenos Aires – Racing Club de Avellaneda 1:0 Roberto B. Vega                                                                         |
| 3 lipca 1983        | Argentinos Juniors – Rosario Central 2:1 Carlos Ereros, Rubén Galletti - Raúl Chaparro mecz rozegrany został na stadionie klubu Ferro Carril Oeste |
| 3 lipca 1983        | Estudiantes La Plata – CA Platense 0:1 Julio C. Gaona                                                                                              |
| 3 lipca 1983        | Independiente – Unión Santa Fe 3:2 José A. Percudani (2), Jorge Burruchaga - Marcos Capocetti (2, 1k)                                              |
| 3 lipca 1983        | Racing Córdoba – CA Huracán 1:1 Miguel A. Seronero - Marcelo J. González mecz rozegrany został na stadnionie Estadio Córdoba                       |
| 3 lipca 1983        | San Lorenzo de Almagro – Instituto Córdoba 2:0 Armando M. Husillos, José R. Iglesias mecz rozegrany został na stadionie klubu CA Vélez Sarsfield   |
| 5 października 1983 | River Plate – Boca Juniors 1:2 Carlos D. Tapia - Roberto Passucci, Marcelo Stocco                                                                  |

### Kolejka 6
| Data             | Mecz |
| ---------------- | --- |
| 31 sierpnia 1983 | Unión Santa Fe – Newell’s Old Boys 3:2 Gerardo Martino s, Osvaldo S. Escudero, Luis Abdeneve - Víctor R. Ramos (2)                                                   |
| 31 sierpnia 1983 | Ferro Carril Oeste – River Plate 2:1 Oscar R. Acosta, Hugo Noremberg - Daniel Messina                                                                                |
| 31 sierpnia 1983 | Talleres Córdoba – CA Vélez Sarsfield 1:0 Carlos Guerini mecz rozegrany został na stadionie Estadio Córdoba                                                          |
| 31 sierpnia 1983 | Instituto Córdoba – Racing Córdoba 2:1 Rodolfo C. Rodríguez, Aldo Varales - Atilio Oyola                                                                             |
| 31 sierpnia 1983 | Rosario Central – Nueva Chicago Buenos Aires 2:2 Raúl Chaparro, Darío Campagna - Domingo D’Andrea, Claudio Larramendi                                                |
| 1 września 1983  | Boca Juniors – Estudiantes La Plata 3:1 Juan M. Sotelo, Sergio Giachello, Jorge Domínguez - Rubén Agüero mecz rozegrany został na stadionie klubu CA Vélez Sarsfield |
| 1 września 1983  | CA Huracán – Independiente 1:1 Osvaldo Cortés - Sergio Merlini |
| 1 września 1983  | CA Platense – Argentinos Juniors 1:0 Roberto C. Cabral |
| 1 września 1983  | Racing Club de Avellaneda – CA Temperley 2:1 Francisco Azzolini, Félix Orte - Ángel Leroyer s mecz rozegrany został na stadionie klubu Independiente                 |

### Kolejka 7
| Data          | Mecz |
| ------------- | --- |
| 9 lipca 1983  | Racing Córdoba – San Lorenzo de Almagro 2:3 Atilio Oyola, Jorge E. Maldonado - Jorge Higuaín, Rubén Insúa, Armando Husillos mecz rozegrany został na stadionie Estadio Córdoba |
| 10 lipca 1983 | Newell’s Old Boys – CA Huracán 1:1 Víctor R. Ramos - Claudio Morresi |
| 10 lipca 1983 | CA Vélez Sarsfield – Racing Club de Avellaneda 3:2 Carlos Bianchi (2), César Lucadamo - Félix Orte, Víctor Marchetti                                                           |
| 10 lipca 1983 | Independiente – Instituto Córdoba 3:1 Gabriel Calderón, Jorge Burruchaga (k), Enrique O. Sánchez - Rodolfo C. Rodríguez (k)                                                    |
| 10 lipca 1983 | River Plate – Unión Santa Fe 0:3 Eduardo R. Sánchez, Mario Alberto, Ramón Centurión                                                                                            |
| 10 lipca 1983 | Argentinos Juniors – Boca Juniors 1:2 Ángel Landucci - Ricardo Gareca, Carlos A. Mendoza mecz rozegrany został na stadionie klubu Ferro Carril Oeste                           |
| 10 lipca 1983 | CA Temperley – Rosario Central 2:1 Marcelo Aldape (2) - Raúl Chaparro |
| 10 lipca 1983 | Estudiantes La Plata – Ferro Carril Oeste 1:1 Gustavo Rezza - Oscar Agonil |
| 10 lipca 1983 | Nueva Chicago Buenos Aires – CA Platense 2:1 Carlos A. Acuña, Ignacio Vera Benítez - Eduardo Anzarda (k)                                                                       |

### Kolejka 8
| Data          | Mecz |
| ------------- | --- |
| 17 lipca 1983 | San Lorenzo de Almagro – Independiente 2:3 Rubén Insúa (k), Armando Husillos - Jorge Burruchaga, Sergio Merlini (2) mecz rozegrany został na stadionie klubu CA Vélez Sarsfield |
| 17 lipca 1983 | Ferro Carril Oeste – Argentinos Juniors 1:1 Luis Andreuchi - Silvano Espíndola                                                                                                  |
| 17 lipca 1983 | Instituto Córdoba – Newell’s Old Boys 2:0 Jorge C. Pellegrini, Ramón A. Benítez                                                                                                 |
| 17 lipca 1983 | Boca Juniors – Nueva Chicago Buenos Aires 1:1 Carlos A. Mendoza - Claudio Larramendi                                                                                            |
| 17 lipca 1983 | Unión Santa Fe – Estudiantes La Plata 1:0 Hugo E. Tévez s |
| 17 lipca 1983 | CA Huracán – River Plate 2:0 Ricardo Dabrowski, Jorge J. Gutiérrez |
| 17 lipca 1983 | Rosario Central – CA Vélez Sarsfield 2:1 Walter Maladot, José O. Reinaldi - Alejandro Nannini                                                                                   |
| 17 lipca 1983 | Racing Club de Avellaneda – Talleres Córdoba 2:0 Félix Orte (2, 2k) mecz rozegrany został na stadionie klubu Independiente                                                      |
| 17 lipca 1983 | CA Platense – CA Temperley 2:1 Roberto C. Cabral, Eduardo D. Hernández - Jorge Quiroz                                                                                           |

### Kolejka 9
| Data          | Mecz |
| ------------- | --- |
| 23 lipca 1983 | Newell’s Old Boys – San Lorenzo de Almagro 2:0 Iván Gabrich, Víctor R. Ramos |
| 24 lipca 1983 | CA Temperley – Boca Juniors 1:2 Christian Guaita - Juan M. Sotelo, Sergio Giachello mecz rozegrany został na stadionie klubu CA Banfield                                                           |
| 24 lipca 1983 | Talleres Córdoba – Rosario Central 4:3 Carlos Guerini (2), Alfredo P. Killer s, Ángel Hoyos - José O. Reinaldi, Raúl Chaparro, Daniel Sperandío mecz rozegrany został na stadionie Estadio Córdoba |
| 24 lipca 1983 | CA Vélez Sarsfield – CA Platense 2:1 Fabián A. Vázquez, Carlos Bianchi (k) - Roberto C. Cabral |
| 24 lipca 1983 | Nueva Chicago Buenos Aires – Ferro Carril Oeste 0:0 |
| 24 lipca 1983 | Argentinos Juniors – Unión Santa Fe 2:0 Carlos Ereros, Pedro Pasculli mecz rozegrany został na stadionie klubu Ferro Carril Oeste                                                                  |
| 24 lipca 1983 | Estudiantes La Plata – CA Huracán 3:3 José D. Ponce, José M. Vieta, Julián Camino (k) - Claudio Morresi (2), Jorge J. Gutiérrez (k)                                                                |
| 24 lipca 1983 | River Plate – Instituto Córdoba 1:0 Sergio Mercado |
| 24 lipca 1983 | Independiente – Racing Córdoba 0:0 |

### Kolejka 10
| Data          | Mecz |
| ------------- | --- |
| 27 lipca 1983 | Boca Juniors – CA Vélez Sarsfield 1:0 Ricardo Gareca |
| 27 lipca 1983 | Racing Córdoba – Newell’s Old Boys 1:1 Roberto Gasparini - Víctor R. Ramos                                                                                 |
| 27 lipca 1983 | San Lorenzo de Almagro – River Plate 4:0 Armando Husillos, Rubén Insúa (2, 1k), Rubens Navarro mecz rozegrany został na stadionie klubu CA Vélez Sarsfield |
| 27 lipca 1983 | Instituto Córdoba – Estudiantes La Plata 1:0 Rodolfo C. Rodríguez (k)                                                                                      |
| 27 lipca 1983 | CA Huracán – Argentinos Juniors 2:1 Osvaldo Cortés, Mario N. Zanabria - Pedro P. Pasculli                                                                  |
| 27 lipca 1983 | Unión Santa Fe – Nueva Chicago Buenos Aires 1:1 Eduardo Sánchez - Claudio Otermín                                                                          |
| 27 lipca 1983 | Ferro Carril Oeste – CA Temperley 3:0 Claudio Crocco, Alberto Márcico (2)                                                                                  |
| 27 lipca 1983 | CA Platense – Talleres Córdoba 2:1 Julio C. Gaona, Alberto Gómez - Miguel A. Romero                                                                        |
| 27 lipca 1983 | Rosario Central – Racing Club de Avellaneda 4:3 Raúl Chaparro (2), Gerardo M. González, Darío Campagna - Félix Orte (3, 1k)                                |

### Kolejka 11
| Data          | Mecz |
| ------------- | --- |
| 31 lipca 1983 | Talleres Córdoba – Boca Juniors 2:1 Oscar Tedini, Carlos Guerini - Jorge A. Vázquez mecz rozegrany został na stadionie Estadio Córdoba                                          |
| 31 lipca 1983 | Racing Club de Avellaneda – CA Platense 3:2 Félix Orte, Pedro R. Magallanes (2) - Osvaldo Scigliano, Eduardo Anzarda (k) mecz rozegrany został na stadionie klubu Independiente |
| 31 lipca 1983 | CA Vélez Sarsfield – Ferro Carril Oeste 1:1 Carlos Bianchi - Hugo Noremberg |
| 31 lipca 1983 | CA Temperley – Unión Santa Fe 1:0 Hugo Lacava Schell |
| 31 lipca 1983 | Nueva Chicago Buenos Aires – CA Huracán 1:1 Carlos A. Acuña (k) - Ricardo Dabrowski                                                                                             |
| 31 lipca 1983 | Argentinos Juniors – Instituto Córdoba 1:1 José A. Castro - Aldo Varales mecz rozegrany został na stadionie klubu Ferro Carril Oeste                                            |
| 31 lipca 1983 | Estudiantes La Plata – San Lorenzo de Almagro 1:0 Claudio Jeannoteguy |
| 31 lipca 1983 | River Plate – Racing Córdoba 1:2 Néstor De Vicente - Miguel A. Ballejo (2) |
| 31 lipca 1983 | Newell’s Old Boys – Independiente 2:0 Sergio Almirón, Víctor R. Ramos (k) |

### Kolejka 12
| Data            | Mecz |
| --------------- | --- |
| 3 sierpnia 1983 | Boca Juniors – Racing Club de Avellaneda 2:2 Ricardo Gareca (2, 1k) - Osvaldo R. Rinaldi, Diego Castelló                     |
| 3 sierpnia 1983 | Racing Córdoba – Estudiantes La Plata 3:0 Luis Amuchástegui, Miguel A. Ballejo, Roberto Gasparini                            |
| 3 sierpnia 1983 | CA Huracán – CA Temperley 2:0 Claudio Morresi (2)                                                                            |
| 3 sierpnia 1983 | San Lorenzo de Almagro – Argentinos Juniors 1:0 José R. Iglesias mecz rozegrany został na stadionie klubu CA Vélez Sarsfield |
| 3 sierpnia 1983 | Unión Santa Fe – CA Vélez Sarsfield 1:4 Osvaldo S. Escudero - Norberto O. Alonso, Carlos Bianchi (2), Jorge A. Comas         |
| 3 sierpnia 1983 | Independiente – River Plate 0:0                                                                                              |
| 3 sierpnia 1983 | Instituto Córdoba – Nueva Chicago Buenos Aires 1:0 Aldo Varales                                                              |
| 3 sierpnia 1983 | CA Platense – Rosario Central 1:1 Roberto C. Cabral - Claudio Scalise                                                        |
| 3 sierpnia 1983 | Ferro Carril Oeste – Talleres Córdoba 2:0 Alberto Márcico, Hugo Noremberg                                                    |

### Kolejka 13
| Data             | Mecz |
| ---------------- | --- |
| 14 sierpnia 1983 | Rosario Central – Boca Juniors 4:2 José O. Reinaldi, Gerardo M. González, Daniel Sperandío (k), Raúl Chaparro - Juan M. Sotelo (2)                                                     |
| 14 sierpnia 1983 | Racing Club de Avellaneda – Ferro Carril Oeste 0:1 Hugo Noremberg mecz rozegrany został na stadionie klubu Independiente                                                               |
| 14 sierpnia 1983 | Talleres Córdoba – Unión Santa Fe 1:0 Roberto Valín ecz rozegrany został na stadionie Estadio Córdoba                                                                                  |
| 14 sierpnia 1983 | CA Vélez Sarsfield – CA Huracán 1:0 Carlos Bianchi |
| 14 sierpnia 1983 | CA Temperley – Instituto Córdoba 2:2 Horacio Ambroselli, Hugo Issa - Oscar Dertycia, Aldo Varales                                                                                      |
| 14 sierpnia 1983 | Nueva Chicago Buenos Aires – San Lorenzo de Almagro 2:3 Daniel Bina, Luis A. Armani - Armando Husillos, Rubén Insúa, Jorge Rinaldi mecz rozegrany został na stadionie klubu CA Huracán |
| 14 sierpnia 1983 | Argentinos Juniors – Racing Córdoba 1:0 Pascual A. Noriega s mecz rozegrany został na stadionie klubu Ferro Carril Oeste                                                               |
| 14 sierpnia 1983 | Estudiantes La Plata – Independiente 0:0 |
| 14 sierpnia 1983 | River Plate – Newell’s Old Boys 1:0 Alberto Bica |

### Kolejka 14
| Data             | Mecz |
| ---------------- | --- |
| 17 sierpnia 1983 | Boca Juniors – CA Platense 0:0 mecz rozegrany został na stadionie klubu Atlanta Buenos Aires |
| 17 sierpnia 1983 | Newell’s Old Boys – Estudiantes La Plata 1:1 Víctor Ramos - Sergio Gurrieri |
| 17 sierpnia 1983 | Independiente – Argentinos Juniors 1:1 Claudio Marangoni - Rubén Galletti |
| 17 sierpnia 1983 | Racing Córdoba – Nueva Chicago Buenos Aires 5:0 Horacio Zingariello (2), Roberto Gasparini (2, 1k), Jorge E. Maldonado                                                                                |
| 17 sierpnia 1983 | San Lorenzo de Almagro – CA Temperley 4:3 Rubén Insúa, José R. Iglesias (2), Osvaldo Biaín - Hugo Issa, Néstor Scotta, Hugo Lacava Schell mecz rozegrany został na stadionie klubu CA Vélez Sarsfield |
| 17 sierpnia 1983 | Instituto Córdoba – CA Vélez Sarsfield 1:1 Rodolfo C. Rodríguez - Norberto O. Alonso |
| 17 sierpnia 1983 | CA Huracán – Talleres Córdoba 3:0 Christian Angeletti, Claudio Morresi (2) |
| 17 sierpnia 1983 | Unión Santa Fe – Racing Club de Avellaneda 1:0 Osvaldo S. Escudero |
| 17 sierpnia 1983 | Ferro Carril Oeste – Rosario Central 2:0 Carlos A. Arregui (2) |

### Kolejka 15
| Data             | Mecz |
| ---------------- | --- |
| 28 sierpnia 1983 | Argentinos Juniors – Newell’s Old Boys 4:2 Rubén Galletti (3), Silvano Espíndola - Víctor R. Ramos (k), Sergio Almirón mecz rozegrany został na stadionie klubu Ferro Carril Oeste |
| 28 sierpnia 1983 | Estudiantes La Plata – River Plate 2:2 José M. Vieta, Miguel A. Russo - Oscar V. Trossero, Enzo Francescoli                                                                        |
| 28 sierpnia 1983 | CA Platense – Ferro Carril Oeste 1:3 Julio Pavón - Adolfino Cañete, Hugo Noremberg, Oscar Agonil                                                                                   |
| 28 sierpnia 1983 | Talleres Córdoba – Instituto Córdoba 1:0 Gabriel Seghetti mecz rozegrany został na stadionie Estadio Córdoba                                                                       |
| 28 sierpnia 1983 | CA Temperley – Racing Córdoba 3:1 Horacio Ambroselli, Marcelo Aldape (2) - Luis Amuchástegui                                                                                       |
| 28 sierpnia 1983 | Racing Club de Avellaneda – CA Huracán 1:0 Félix Orte mecz rozegrany został na stadionie klubu Independiente                                                                       |
| 28 sierpnia 1983 | Rosario Central – Unión Santa Fe 0:1 Fernando H. Alí |
| 28 sierpnia 1983 | Nueva Chicago Buenos Aires – Independiente 0:0 mecz rozegrany został na stadionie klubu Atlanta Buenos Aires                                                                       |
| 29 sierpnia 1983 | CA Vélez Sarsfield – San Lorenzo de Almagro 2:1 Jorge A. Comas, Fabián A. Vázquez - Walter Perazzo                                                                                 |

### Kolejka 16
| Data            | Mecz |
| --------------- | --- |
| 3 września 1983 | Ferro Carril Oeste – Boca Juniors 4:0 Adolfino Cañete, Hugo Noremberg, Carlos Arregui, Alberto Márcico                                                             |
| 3 września 1983 | San Lorenzo de Almagro – Talleres Córdoba 4:0 José R. Iglesias, Jorge R. Rinaldi, Armando Husillos (2) mecz rozegrany został na stadionie klubu CA Vélez Sarsfield |
| 3 września 1983 | CA Huracán – Rosario Central 0:1 Claudio Scalise |
| 3 września 1983 | River Plate – Argentinos Juniors 1:1 Enzo Francescoli (k) - José A. Castro                                                                                         |
| 3 września 1983 | Independiente – CA Temperley 2:1 Jorge Burruchaga (k), José Percudani - Mario Finarolli                                                                            |
| 3 września 1983 | Unión Santa Fe – CA Platense 1:1 Hugo Zavagno - Julio C. Gaona |
| 3 września 1983 | Racing Córdoba – CA Vélez Sarsfield 2:2 Pablo Segovia s, Daniel Murúa - Abel Moralejo, Jorge A. Comas mecz rozegrany został na stadionie klubu Estadio Córdoba     |
| 3 września 1983 | Newell’s Old Boys – Nueva Chicago Buenos Aires 1:1 Carlos A. Macat - Carlos A. Acuña                                                                               |
| 3 września 1983 | Instituto Córdoba – Racing Club de Avellaneda 0:0 |

### Kolejka 17
| Data             | Mecz |
| ---------------- | --- |
| 18 września 1983 | Boca Juniors – Unión Santa Fe 0:1 Fernando H. Alí mecz rozegrany został na stadionie klubu CA Huracán                                            |
| 18 września 1983 | CA Platense – CA Huracán 0:0 |
| 18 września 1983 | Rosario Central – Instituto Córdoba 1:1 Claudio Scalise - Ramón A. Benítez                                                                       |
| 18 września 1983 | Racing Club de Avellaneda – San Lorenzo de Almagro 0:1 Jorge R. Rinaldi mecz rozegrany został na stadionie klubu Independiente                   |
| 18 września 1983 | Talleres Córdoba – Racing Córdoba 0:0 mecz rozegrany został na stadionie Estadio Córdoba                                                         |
| 18 września 1983 | CA Vélez Sarsfield – Independiente 3:1 Carlos Bianchi (2), Pedro Larraquy - Jorge Burruchaga (k)                                                 |
| 18 września 1983 | CA Temperley – Newell’s Old Boys 1:2 Marcelo Aldape - Roberto Viglione, Víctor R. Ramos                                                          |
| 18 września 1983 | Nueva Chicago Buenos Aires – River Plate 0:0 |
| 18 września 1983 | Argentinos Juniors – Estudiantes La Plata 1:1 Pedro Pasculli (k) - Julián Camino (k) mecz rozegrany został na stadionie klubu Ferro Carril Oeste |

### Kolejka 18
| Data             | Mecz |
| ---------------- | --- |
| 21 września 1983 | CA Huracán – Boca Juniors 1:2 Ricardo Dabrowski - Jorge Domínguez (2) |
| 21 września 1983 | Estudiantes La Plata – Nueva Chicago Buenos Aires 1:0 Julián Camino (k) |
| 21 września 1983 | River Plate – CA Temperley 3:1 Alberto Bica, Oscar Trossero, Juan C. Piris s - Mario Finarolli |
| 21 września 1983 | Newell’s Old Boys – CA Vélez Sarsfield 0:1 Carlos Bianchi |
| 21 września 1983 | Racing Córdoba – Racing Club de Avellaneda 0:1 Víctor Marchetti mecz rozegrany został na stadionie Estadio Córdoba                                                                                  |
| 21 września 1983 | San Lorenzo de Almagro – Rosario Central 3:3 Jorge R. Rinaldi, José R. Iglesias (2) - Claudio Scalise, José O. Reinaldi, Omar Palma (k) mecz rozegrany został na stadionie klubu CA Vélez Sarsfield |
| 21 września 1983 | Instituto Córdoba – CA Platense 1:1 Miguel A. Rodríguez (k) - Julio C. Gaona |
| 21 września 1983 | Unión Santa Fe – Ferro Carril Oeste 2:2 Horacio Cordero, Fernando H. Alí - Claudio Crocco (2) |
| 21 września 1983 | Independiente – Talleres Córdoba 3:0 José Percudani, Jorge Burruchaga (2, 1k) |

### Kolejka 19
| Data             | Mecz |
| ---------------- | --- |
| 25 września 1983 | Boca Juniors – Instituto Córdoba 4:0 Jorge Domínguez (3, 1k), Marcelo Stocco mecz rozegrany został na stadionie klubu Atlanta Buenos Aires               |
| 25 września 1983 | CA Vélez Sarsfield – River Plate 2:0 Carlos Bianchi (2, 1k)                                                                                              |
| 25 września 1983 | Talleres Córdoba – Newell’s Old Boys 2:1 Mario Bevilaqua, Ángel Bocanelli - Víctor R. Ramos mecz rozegrany został na stadionie Estadio Córdoba           |
| 25 września 1983 | Nueva Chicago Buenos Aires – Argentinos Juniors 0:3 Oreste Quiroga, Sergio Batista, Pedro Pasculli                                                       |
| 25 września 1983 | Racing Club de Avellaneda – Independiente 1:2 Félix Orte - Francisco Azzolini s, Carlos A. Carrizo mecz rozegrany został na stadionie klubu CA Huracán   |
| 25 września 1983 | Ferro Carril Oeste – CA Huracán 1:1 Carlos Arregui - Claudio Morresi                                                                                     |
| 25 września 1983 | CA Platense – San Lorenzo de Almagro 1:3 Claudio Viscovich - Armando Husillos (2), José R. Iglesias mecz rozegrany został na stadionie klubu River Plate |
| 25 września 1983 | Rosario Central – Racing Córdoba 2:1 Raúl Chaparro, Gerardo M. González - Luis Amuchástegui (k)                                                          |
| 25 września 1983 | CA Temperley – Estudiantes La Plata 3:1 |

### Kolejka 20
| Data                | Mecz |
| ------------------- | --- |
| 2 października 1983 | Boca Juniors – San Lorenzo de Almagro 2:2 Marcelo Stocco, Ricardo Gareca - Armando I. Quinteros, José R. Iglesias mecz rozegrany został na stadionie klubu River Plate |
| 2 października 1983 | CA Temperley – Argentinos Juniors 0:0 |
| 2 października 1983 | CA Vélez Sarsfield – Estudiantes La Plata 2:0 Juan C. Bujedo, Norberto O. Alonso                                                                                       |
| 2 października 1983 | Talleres Córdoba – River Plate 2:0 Carlos Guerini, José D. Valencia |
| 2 października 1983 | Racing Club de Avellaneda – Newell’s Old Boys 2:1 Félix Orte (k), Víctor Marchetti - Víctor Ramos (k) mecz rozegrany został na stadionie klubu Independiente           |
| 2 października 1983 | Rosario Central – Independiente 2:0 Gerardo M. González (2) |
| 2 października 1983 | CA Platense – Racing Córdoba 2:0 Julio C. Gaona, Miguel A. Seronero s                                                                                                  |
| 2 października 1983 | Ferro Carril Oeste – Instituto Córdoba 1:1 Alberto J. Márcico - Rodolfo C. Rodríguez                                                                                   |
| 2 października 1983 | Unión Santa Fe – CA Huracán 1:2 Hugo Zavagno - Miguel A. Converti (syn), Carlos A. Vidal                                                                               |

### Kolejka 21
| Data                | Mecz |
| ------------------- | --- |
| 9 października 1983 | Estudiantes La Plata – Talleres Córdoba 4:4 Sergio Gurrieri, José M. Vieta, Oscar Cámara s, Miguel A. Russo - Rubén Agüero s, Carlos Guerini (2), Sergio Coleoni |
| 9 października 1983 | Newell’s Old Boys – Rosario Central 3:3 Víctor Ramos, Rubén Ciraolo (2) - José O. Reinaldi, Gerardo M. González, Claudio Scalise                                 |
| 9 października 1983 | Racing Córdoba – Boca Juniors 2:2 Rubén A. Molina, Luis Amuchástegui - Ricardo Gareca (2)                                                                        |
| 9 października 1983 | San Lorenzo de Almagro – Ferro Carril Oeste 2:1 Jorge Higuaín, Armando Husillos - Víctor Marchesini mecz rozegrany został na stadionie klubu CA Vélez Sarsfield  |
| 9 października 1983 | Nueva Chicago Buenos Aires – CA Temperley 1:3 Carlos A. Acuña - Christian Guaita (2), Hugo Issa                                                                  |
| 9 października 1983 | Argentinos Juniors – CA Vélez Sarsfield 2:1 José L. Pavoni, Carlos Ereros - Carlos Bianchi mecz rozegrany został na stadionie klubu Ferro Carril Oeste           |
| 9 października 1983 | Instituto Córdoba – Unión Santa Fe 1:0 Jorge C. Pellegrini |
| 9 października 1983 | Independiente – CA Platense 2:0 Jorge Burruchaga, Ricardo Bochini                                                                                                |
| 9 października 1983 | River Plate – Racing Club de Avellaneda 1:0 Américo R. Gallego                                                                                                   |

### Kolejka 22
| Data                 | Mecz |
| -------------------- | --- |
| 12 października 1983 | CA Vélez Sarsfield – Nueva Chicago Buenos Aires 5:0 Mario Vanemerak, Carlos Bianchi (2, 2k), Norberto Alonso, Pedro Larraquy                                                    |
| 12 października 1983 | Talleres Córdoba – Argentinos Juniors 1:1 Carlos Guerini - Pedro Pasculli |
| 12 października 1983 | Racing Club de Avellaneda – Estudiantes La Plata 0:0 |
| 12 października 1983 | Rosario Central – River Plate 2:1 Raúl Chaparro, Darío Campagna - Jorge A. García                                                                                               |
| 12 października 1983 | CA Platense – Newell’s Old Boys 2:1 Claudio Viscovich, Roberto C. Cabral - Víctor R. Ramos                                                                                      |
| 12 października 1983 | Boca Juniors – Independiente 3:3 Juan J. López, Ricardo Gareca (2) - José A. Percudani, Ricardo Bochini, Claudio Marangoni mecz rozegrany został na stadionie klubu River Plate |
| 12 października 1983 | Ferro Carril Oeste – Racing Córdoba 1:1 Gerónimo Saccardi - Luis Amuchástegui                                                                                                   |
| 12 października 1983 | Unión Santa Fe – San Lorenzo de Almagro 2:0 José L. Lanao, Miguel Brindisi |
| 12 października 1983 | CA Huracán – Instituto Córdoba 3:1 Carlos A. Martínez, Claudio Morresi (2) - Juan J. Meza                                                                                       |

### Kolejka 23
| Data                 | Mecz |
| -------------------- | --- |
| 16 października 1983 | Newell’s Old Boys – Boca Juniors 1:0 Rubén Ciraolo |
| 16 października 1983 | San Lorenzo de Almagro – CA Huracán 2:1 Walter Perazzo, Armando Husillos - Miguel A. Converti (syn) (k) mecz rozegrany został na stadionie klubu CA Vélez Sarsfield |
| 16 października 1983 | Racing Córdoba – Unión Santa Fe 0:0 mecz rozegrany został na stadionie Estadio Córdoba                                                                              |
| 16 października 1983 | Independiente – Ferro Carril Oeste 1:0 Claudio Marangoni |
| 16 października 1983 | River Plate – CA Platense 3:1 Jorge García (k), Alberto Bica, Carlos D. Tapia - Osvaldo Scigliano                                                                   |
| 16 października 1983 | Estudiantes La Plata – Rosario Central 2:1 José M. Vieta, Sergio Gurrieri - José O. Reinaldi                                                                        |
| 16 października 1983 | Argentinos Juniors – Racing Club de Avellaneda 1:0 Silvano Espíndola mecz rozegrany został na stadionie klubu Ferro Carril Oeste                                    |
| 16 października 1983 | Nueva Chicago Buenos Aires – Talleres Córdoba 2:0 Carlos A. Acuña (k), Ignacio Vera Benítez                                                                         |
| 16 października 1983 | CA Temperley – CA Vélez Sarsfield 1:1 Néstor Scotta - Jorge A. Comas                                                                                                |

### Kolejka 24
| Data                 | Mecz |
| -------------------- | --- |
| 19 października 1983 | Boca Juniors – River Plate 1:0 José O. Berta mecz rozegrany został na stadionie klubu CA Vélez Sarsfield                                 |
| 19 października 1983 | Instituto Córdoba – San Lorenzo de Almagro 1:4 Ramón A. Benítez - Armando Husillos, Walter Perazzo, Armando I. Quinteros, Rubens Navarro |
| 19 października 1983 | Unión Santa Fe – Independiente 1:1 Horacio Cordero - Sergio Merlini                                                                      |
| 19 października 1983 | Racing Club de Avellaneda – Nueva Chicago Buenos Aires 1:0 Carlos M. Sosa                                                                |
| 19 października 1983 | Ferro Carril Oeste – Newell’s Old Boys 1:1 Ricardo Johansen s - Víctor R. Ramos                                                          |
| 19 października 1983 | CA Huracán – Racing Córdoba 1:0 Claudio Morresi                                                                                          |
| 19 października 1983 | Rosario Central – Argentinos Juniors 0:1 Pedro Pasculli                                                                                  |
| 19 października 1983 | CA Platense – Estudiantes La Plata 0:1 Sergio Gurrieri                                                                                   |
| 19 października 1983 | Talleres Córdoba – CA Temperley 1:1 Ángel Bocanelli - Néstor Scotta mecz rozegrany został na stadionie Estadio Córdoba                   |

### Kolejka 25
| Data                 | Mecz |
| -------------------- | --- |
| 23 października 1983 | Estudiantes La Plata – Boca Juniors 2:1 Sergio Gurrieri (2) - Roberto Passucci                                                                         |
| 23 października 1983 | CA Temperley – Racing Club de Avellaneda 3:0 Oscar Aguilar, Marcelo Aldape (2)                                                                         |
| 23 października 1983 | Independiente – CA Huracán 3:0 Miguel A. Oviedo, Gerardo M. Reinoso, José A. Percudani                                                                 |
| 23 października 1983 | Argentinos Juniors – CA Platense 1:2 Carlos Ereros - Oscar A. Medina, Eduardo D. Hernández mecz rozegrany został na stadionie klubu Ferro Carril Oeste |
| 23 października 1983 | Racing Córdoba – Instituto Córdoba 1:2 Roberto Gasparini (k) - Oscar Dertycia, Rodolfo C. Rodríguez mecz rozegrany został na stadionie Estadio Córdoba |
| 23 października 1983 | Nueva Chicago Buenos Aires – Rosario Central 1:0 Roberto B. Vega                                                                                       |
| 23 października 1983 | Newell’s Old Boys – Unión Santa Fe 1:3 Víctor R. Ramos (k) - José L. Lanao (2), Osvaldo S. Escudero                                                    |
| 23 października 1983 | CA Vélez Sarsfield – Talleres Córdoba 4:0 Pedro Larraquy, Carlos Bianchi, Mario Vanemerak (2)                                                          |
| 23 października 1983 | River Plate – Ferro Carril Oeste 0:1 Claudio Crocco |

### Kolejka 26
| Data              | Mecz |
| ----------------- | --- |
| 9 listopada 1983  | Rosario Central – CA Temperley 1:2 José O. Reinaldi - Héctor Vargas, Marcelo Aldape                                                              |
| 10 listopada 1983 | Boca Juniors – Argentinos Juniors 2:1 Ricardo Gareca (2, 1k) - José A. Castro mecz rozegrany został na stadionie klubu Atlanta Buenos Aires      |
| 10 listopada 1983 | Racing Club de Avellaneda – CA Vélez Sarsfield 2:1 Mario A. Rizzi (k), Enrique Veloso - Carlos Bianchi                                           |
| 10 listopada 1983 | CA Platense – Nueva Chicago Buenos Aires 2:0 Ricardo A. Roldán, Eduardo D. Hernández                                                             |
| 10 listopada 1983 | Ferro Carril Oeste – Estudiantes La Plata 0:0 |
| 10 listopada 1983 | Unión Santa Fe – River Plate 1:1 Ricardo Logiácono - Carlos D. Tapia                                                                             |
| 10 listopada 1983 | CA Huracán – Newell’s Old Boys 2:5 Claudio García, Claudio Morresi (k) - Víctor R. Ramos (2), Rubén Ciraolo, Sergio Almirón, Sergio Barbieri     |
| 10 listopada 1983 | Instituto Córdoba – Independiente 2:3 Rodolfo C. Rodríguez (k), Miguel A. Rodríguez - José A. Percudani, Ricardo Bochini, Jorge Burruchaga (k)   |
| 10 listopada 1983 | San Lorenzo de Almagro – Racing Córdoba 3:0 Rubén D. Insúa (2, 2k), Armando Husillos mecz rozegrany został na stadionie klubu CA Vélez Sarsfield |

### Kolejka 27
| Data             | Mecz |
| ---------------- | --- |
| 1 listopada 1983 | Nueva Chicago Buenos Aires – Boca Juniors 5:0 Claudio Otermín (2), Carlos A. Acuña (2, 1k), Ignacio Vera Benítez mecz rozegrany został na stadionie klubu CA Vélez Sarsfield |
| 2 listopada 1983 | Independiente – San Lorenzo de Almagro 0:2 Jorge Higuaín, José R. Iglesias                                                                                                   |
| 2 listopada 1983 | River Plate – CA Huracán 1:0 Carlos D. Tapia (k) |
| 2 listopada 1983 | Talleres Córdoba – Racing Club de Avellaneda 0:0 mecz rozegrany został na stadionie Estadio Córdoba                                                                          |
| 2 listopada 1983 | Argentinos Juniors – Ferro Carril Oeste 0:2 Claudio Crocco, Oscar R. Acosta mecz rozegrany został na stadionie klubu Ferro Carril Oeste                                      |
| 2 listopada 1983 | Newell’s Old Boys – Instituto Córdoba 2:0 Víctor R. Ramos (2, 1k) |
| 2 listopada 1983 | Estudiantes La Plata – Unión Santa Fe 2:1 Sergio Gurrieri, Marcelo Trobbiani (k) - Ricardo Logiácono                                                                         |
| 2 listopada 1983 | CA Vélez Sarsfield – Rosario Central 2:3 César Lucadamo, Alejandro Nannini - José O. Reinaldi (3, 1k)                                                                        |
| 2 listopada 1983 | CA Temperley – CA Platense 0:0 mecz rozegrany został na stadionie klubu CA Banfield                                                                                          |

### Kolejka 28
| Data             | Mecz |
| ---------------- | --- |
| 6 listopada 1983 | Boca Juniors – CA Temperley 0:3 Néstor Scotta, Christian Guaita (2) mecz rozegrany został na stadionie klubu Atlanta Buenos Aires                                |
| 6 listopada 1983 | Rosario Central – Talleres Córdoba 1:2 José O. Reinaldi - Mario Bevilaqua, Ángel Bocanelli                                                                       |
| 6 listopada 1983 | CA Platense – CA Vélez Sarsfield 4:0 Julio C. Gaona (k), Eduardo D. Hernández, Roberto C. Cabral (2)                                                             |
| 6 listopada 1983 | Ferro Carril Oeste – Nueva Chicago Buenos Aires 1:0 Oscar R. Acosta                                                                                              |
| 6 listopada 1983 | Unión Santa Fe – Argentinos Juniors 2:1 Eduardo Stehlik, José L. Lanao - Silvano Espíndola                                                                       |
| 6 listopada 1983 | CA Huracán – Estudiantes La Plata 1:2 Néstor Candedo - Alejandro Sabella, Marcelo Trobbiani                                                                      |
| 6 listopada 1983 | Instituto Córdoba – River Plate 3:0 Osvaldo M. Márquez, Alberto Beltrán, Víctor H. Heredia                                                                       |
| 6 listopada 1983 | San Lorenzo de Almagro – Newell’s Old Boys 2:2 Jorge Rinaldi, José R. Iglesias - Víctor R. Ramos (2) mecz rozegrany został na stadionie klubu CA Vélez Sarsfield |
| 6 listopada 1983 | Racing Córdoba – Independiente 1:1 Jorge Maldonado - José A. Percudani mecz rozegrany został na stadionie Estadio Córdoba                                        |

### Kolejka 29
| Data              | Mecz |
| ----------------- | --- |
| 13 listopada 1983 | CA Vélez Sarsfield – Boca Juniors 1:1 Pablo Segovia - Walter Tamer                                                                                  |
| 13 listopada 1983 | Newell’s Old Boys – Racing Córdoba 4:1 Víctor R. Ramos (2), Sergio Almirón (2) - Roberto Gasparini (k)                                              |
| 13 listopada 1983 | River Plate – San Lorenzo de Almagro 3:3 Enzo Francescoli (3, 1k) - Rubén Insúa, Rubens Navarro, Jorge Rinaldi                                      |
| 13 listopada 1983 | Estudiantes La Plata – Instituto Córdoba 3:1 José D. Ponce (k), Alberto J. Benítez (2) - Juan J. Meza                                               |
| 13 listopada 1983 | Argentinos Juniors – CA Huracán 2:1 Pedro Pasculli, Carlos Olarán - Claudio Morresi (k) mecz rozegrany został na stadionie klubu Ferro Carril Oeste |
| 13 listopada 1983 | Nueva Chicago Buenos Aires – Unión Santa Fe 0:1 Mario Alberto                                                                                       |
| 13 listopada 1983 | CA Temperley – Ferro Carril Oeste 1:2 Juan C. Piris (k) - Alberto Márcico, Hugo Issa s                                                              |
| 13 listopada 1983 | Talleres Córdoba – CA Platense 1:1 Omar Beccerica - Eduardo D. Hernández mecz rozegrany został na stadionie Estadio Córdoba                         |
| 13 listopada 1983 | Racing Club de Avellaneda – Rosario Central 3:1 Mario A. Rizzi (2, 1k), Pedro Magallanes - Daniel Sperandío                                         |

### Kolejka 30
| Data              | Mecz |
| ----------------- | --- |
| 16 listopada 1983 | San Lorenzo de Almagro – Estudiantes La Plata 1:2 Armando Husillos - José D. Ponce, Adriano T. C. Mendes mecz rozegrany został na stadionie klubu CA Vélez Sarsfield                                          |
| 16 listopada 1983 | Ferro Carril Oeste – CA Vélez Sarsfield 2:0 Carlos Arregui, Hugo Noremberg |
| 16 listopada 1983 | Independiente – Newell’s Old Boys 1:1 Enrique O. Sánchez - Jorge Pautasso |
| 16 listopada 1983 | Unión Santa Fe – CA Temperley 3:0 Hugo Zavagno, Ramón M. Centurión (2) |
| 16 listopada 1983 | Instituto Córdoba – Argentinos Juniors 3:1 Jorge C. Pellegrini, Oscar Dertycia, Juan J. Meza - José A. Castro                                                                                                 |
| 16 listopada 1983 | Racing Córdoba – River Plate 2:3 Luis Amuchástegui, Roberto Gasparini - Américo R. Gallego, Néstor A. De Vicente, Enzo Francescoli mecz rozegrany został na stadionie Estadio Córdoba                         |
| 16 listopada 1983 | CA Huracán – Nueva Chicago Buenos Aires 1:3 Ricardo Dabrowski - Roberto B. Vega, Juan C. Erba, Carlos A. Acuña                                                                                                |
| 16 listopada 1983 | CA Platense – Racing Club de Avellaneda 0:1 Alberto A. Gizzi |
| 16 listopada 1983 | Boca Juniors – Talleres Córdoba 5:2 Jorge Domínguez (2), Marcelo Bachino, Jorge A. Vázquez, Marcelo Stocco - Omar Beccerica (k), Sergio Coleoni mecz rozegrany został na stadionie klubu Atlanta Buenos Aires |

### Kolejka 31
| Data              | Mecz |
| ----------------- | --- |
| 20 listopada 1983 | River Plate – Independiente 1:2 Héctor Enrique - Claudio Marangoni, Jorge Burruchaga                                                                       |
| 20 listopada 1983 | Argentinos Juniors – San Lorenzo de Almagro 0:3 Osvaldo Biaín, Jorge Rinaldi, Armando Husillos mecz rozegrany został na stadionie klubu Ferro Carril Oeste |
| 20 listopada 1983 | CA Vélez Sarsfield – Unión Santa Fe 3:2 Carlos Bianchi, Sergio Roura, Fabián A. Vázquez - Osvaldo S. Escudero, Ramón M. Centurión (k)                      |
| 20 listopada 1983 | Estudiantes La Plata – Racing Córdoba 0:0 |
| 20 listopada 1983 | CA Temperley – CA Huracán 1:2 Juan C. Piris (k) - Néstor Candedo (2)                                                                                       |
| 20 listopada 1983 | Talleres Córdoba – Ferro Carril Oeste 0:0 mecz rozegrany został na stadionie Estadio Córdoba                                                               |
| 20 listopada 1983 | Nueva Chicago Buenos Aires – Instituto Córdoba 2:0 Claudio Larramendi, Daniel Bina                                                                         |
| 20 listopada 1983 | Rosario Central – CA Platense 0:0 |
| 20 listopada 1983 | Racing Club de Avellaneda – Boca Juniors 1:3 Mario A. Rizzi - Carlos Randazzo (2), Jorge A. Vázquez                                                        |

### Kolejka 32
| Data            | Mecz |
| --------------- | --- |
| 1 grudnia 1983  | Boca Juniors – Rosario Central 3:0 Carlos Randazzo, Jorge Domínguez (2, 1k) mecz rozegrany został na stadionie klubu Atlanta Buenos Aires                      |
| 1 grudnia 1983  | Instituto Córdoba – CA Temperley 1:1 Víctor H. Heredia - Mario Finarolli                                                                                       |
| 1 grudnia 1983  | Unión Santa Fe – Talleres Córdoba 1:1 Osvaldo S. Escudero - Omar Beccerica                                                                                     |
| 1 grudnia 1983  | Newell’s Old Boys – River Plate 0:0 |
| 1 grudnia 1983  | Racing Córdoba – Argentinos Juniors 0:1 Silvano Espíndola mecz rozegrany został na stadionie Estadio Córdoba                                                   |
| 1 grudnia 1983  | CA Huracán – CA Vélez Sarsfield 1:2 Ricardo Dabrowski - Fabián A. Vázquez, Carlos Bianchi (k)                                                                  |
| 1 grudnia 1983  | San Lorenzo de Almagro – Nueva Chicago Buenos Aires 1:1 Armando Husillos - Carlos A. Acuña mecz rozegrany został na stadionie klubu CA Vélez Sarsfield         |
| 1 grudnia 1983  | Independiente – Estudiantes La Plata 2:1 Jorge Burruchaga, José A. Percudani - Guillermo Trama                                                                 |
| 1 grudnia 1983  | Ferro Carril Oeste – Racing Club de Avellaneda 1:0 mecz przerwany w 75 minucie przy stanie 1:0 – dokończony 13 grudnia na stadionie klubu Atlanta Buenos Aires |
| 13 grudnia 1983 | Ferro Carril Oeste – Racing Club de Avellaneda 1:1 Carlos Arregui - ? dokończenie 15 minut przerwanego meczu z 1 grudnia                                       |

### Kolejka 33
| Data            | Mecz |
| --------------- | --- |
| 15 grudnia 1983 | Argentinos Juniors – Independiente 2:2 Adrián Domenech, Ángel Landucci - José A. Percudani, Jorge Burruchaga (k) mecz rozegrany został na stadionie klubu Ferro Carril Oeste |
| 15 grudnia 1983 | CA Temperley – San Lorenzo de Almagro 0:0 mecz rozegrany został na stadionie klubu CA Banfield                                                                               |
| 15 grudnia 1983 | Racing Club de Avellaneda – Unión Santa Fe 2:2 Víctor Marchetti, Carlos Caldeiro - Fernando H. Alí, Miguel Brindisi                                                          |
| 15 grudnia 1983 | CA Platense – Boca Juniors 2:1 Roberto C. Cabral, Eduardo D. Hernández - Roberto Passucci                                                                                    |
| 15 grudnia 1983 | Talleres Córdoba – CA Huracán 2:0 Ángel Hoyos, Mario Bevilaqua mecz rozegrany został na stadionie Estadio Córdoba                                                            |
| 15 grudnia 1983 | Rosario Central – Ferro Carril Oeste 1:0 Darío Campagna |
| 15 grudnia 1983 | Estudiantes La Plata – Newell’s Old Boys 0:2 Sergio Almirón, Víctor R. Ramos                                                                                                 |
| 15 grudnia 1983 | CA Vélez Sarsfield – Instituto Córdoba 1:2 Jorge A. Comas - Alberto Beltrán, Rodolfo C. Rodríguez                                                                            |
| 15 grudnia 1983 | Nueva Chicago Buenos Aires – Racing Córdoba 3:1 Norberto Callipo, Daniel Bina, Mario Lucca - Atilio Oyola                                                                    |

### Kolejka 34
| Data           | Mecz |
| -------------- | --- |
| 4 grudnia 1983 | Independiente – Nueva Chicago Buenos Aires 3:2 Ricardo Giusti, Jorge Burruchaga (2, 2k) - Mario Lucca, Juan C. Erba (k)                                                                    |
| 4 grudnia 1983 | San Lorenzo de Almagro – CA Vélez Sarsfield 2:3 Armando Husillos (2, 1k) - Víctor A. Lucero, Fabián A. Vázquez, Jorge A. Comas mecz rozegrany został na stadionie klubu CA Vélez Sarsfield |
| 4 grudnia 1983 | Instituto Córdoba – Talleres Córdoba 3:2 Carlos Squeo, Oscar Dertycia, Rodolfo C. Rodríguez (k) - José D. Valencia, Mario Bevilaqua                                                        |
| 4 grudnia 1983 | Racing Córdoba – CA Temperley 4:0 Omar J. Cabral (2), Roberto Gasparini (2, 1k) mecz rozegrany został na stadionie Estadio Córdoba                                                         |
| 4 grudnia 1983 | Ferro Carril Oeste – CA Platense 0:2 Roberto C. Cabral, Eduardo D. Hernández według RSSSF mecz rozegrany został na stadionie klubu Atlanta Buenos Aires                                    |
| 4 grudnia 1983 | Newell’s Old Boys – Argentinos Juniors 3:3 Sergio Almirón (3, 2k) - Sergio D. Batista, Pedro Pasculli (2, 1k)                                                                              |
| 4 grudnia 1983 | CA Huracán – Racing Club de Avellaneda 3:1 Claudio García (2), Miguel A. Converti (syn) - Diego Castelló                                                                                   |
| 4 grudnia 1983 | River Plate – Estudiantes La Plata 1:1 Carlos D. Tapia - José D. Ponce |
| 4 grudnia 1983 | Unión Santa Fe – Rosario Central 3:1 Fernando H. Alí, Jorge J. Benítez, Osvaldo S. Escudero - Jorge A. Taverna                                                                             |

### Kolejka 35
| Data           | Mecz |
| -------------- | --- |
| 7 grudnia 1983 | CA Vélez Sarsfield – Racing Córdoba 2:1 Jorge A. Comas, Carlos Ischia - Roberto Gasparini                                                           |
| 8 grudnia 1983 | Argentinos Juniors – River Plate 1:0 Silvano Espíndola mecz rozegrany został na stadionie klubu Ferro Carril Oeste                                  |
| 8 grudnia 1983 | Nueva Chicago Buenos Aires – Newell’s Old Boys 1:3 Juan C. Erba (k) - Gustavo Dezotti, Gerardo Martino, Sergio Almirón                              |
| 8 grudnia 1983 | CA Temperley – Independiente 0:2 Ricardo Giusti, Enzo Trossero mecz rozegrany został na stadionie klubu CA Banfield                                 |
| 8 grudnia 1983 | Talleres Córdoba – San Lorenzo de Almagro 0:1 Osvaldo Biaín mecz rozegrany został na stadionie Estadio Córdoba                                      |
| 8 grudnia 1983 | Racing Club de Avellaneda – Instituto Córdoba 1:0 Gabriel de Andrade                                                                                |
| 8 grudnia 1983 | Rosario Central – CA Huracán 1:0 Omar A. Palma (k)                                                                                                  |
| 8 grudnia 1983 | CA Platense – Unión Santa Fe 1:1 Julio C. Gaona (k) - Marcos Capocetti                                                                              |
| 8 grudnia 1983 | Boca Juniors – Ferro Carril Oeste 1:2 Ricardo Gareca - Carlos Arregui, Hugo Noremberg mecz rozegrany został na stadionie klubu Atlanta Buenos Aires |

### Kolejka 36
| Data            | Mecz |
| --------------- | --- |
| 11 grudnia 1983 | Unión Santa Fe – Boca Juniors 3:2 Horacio Cordero (2), Marcos Capocetti (k) - Juan J. López, Ricardo Gareca (k)                         |
| 11 grudnia 1983 | CA Huracán – CA Platense 2:1 Ricardo Dabrowski, Ruben Carra - Julio C. Gaona (k)                                                        |
| 11 grudnia 1983 | Instituto Córdoba – Rosario Central 2:2 Víctor H. Heredia, Alberto Beltrán - José O. Reinaldi (2)                                       |
| 11 grudnia 1983 | San Lorenzo de Almagro – Racing Club de Avellaneda 1:0 Armando I. Quinteros mecz rozegrany został na stadionie klubu CA Vélez Sarsfield |
| 11 grudnia 1983 | Racing Córdoba – Talleres Córdoba 0:0 mecz rozegrany został na stadionie Estadio Córdoba                                                |
| 11 grudnia 1983 | Independiente – CA Vélez Sarsfield 1:1 José A. Percudani - Alejandro Nannini                                                            |
| 11 grudnia 1983 | Newell’s Old Boys – CA Temperley 2:3 Gerardo Martino, Sergio Almirón - José M. Lorant, Marcelo Aldape (2)                               |
| 11 grudnia 1983 | River Plate – Nueva Chicago Buenos Aires 1:2 Héctor Enrique - Roberto B. Vega, Mario Lucca                                              |
| 11 grudnia 1983 | Estudiantes La Plata – Argentinos Juniors 2:0 José D. Ponce (2)                                                                         |

### Kolejka 37
| Data            | Mecz |
| --------------- | --- |
| 18 grudnia 1983 | Boca Juniors – CA Huracán 2:1 Roberto Passucci (k), Carlos A. Mendoza - Claudio Morresi (k) mecz rozegrany został na stadionie klubu Ferro Carril Oeste                |
| 18 grudnia 1983 | Nueva Chicago Buenos Aires – Estudiantes La Plata 0:0 |
| 18 grudnia 1983 | CA Temperley – River Plate 1:0 Néstor Scotta |
| 18 grudnia 1983 | CA Vélez Sarsfield – Newell’s Old Boys 2:1 Carlos Bianchi (k), Jorge A. Comas - Juan A. Acosta                                                                         |
| 18 grudnia 1983 | Racing Club de Avellaneda – Racing Córdoba 3:4 Pedro Magallanes, José L. Tesare, Diego Castelló - Atilio Oyola, Héctor Maldonado, Roberto Gasparini, Luis Amuchástegui |
| 18 grudnia 1983 | Rosario Central – San Lorenzo de Almagro 0:1 Heber Bueno |
| 18 grudnia 1983 | CA Platense – Instituto Córdoba 1:4 Roberto C. Cabral - Jorge C. Pellegrini, Oscar Dertycia (2), Ramón A. Benítez                                                      |
| 18 grudnia 1983 | Ferro Carril Oeste – Unión Santa Fe 2:1 Hugo Noremberg (2) - Fernando H. Alí mecz rozegrany został na stadionie klubu Atlanta Buenos Aires                             |
| 18 grudnia 1983 | Talleres Córdoba – Independiente 1:1 Oscar Tedini - Claudio Marangoni mecz rozegrany został na stadionie Estadio Córdoba                                               |

### Kolejka 38
| Data            | Mecz |
| --------------- | --- |
| 22 grudnia 1983 | Instituto Córdoba – Boca Juniors 5:1 Osvaldo M. Márquez, Rodolfo C. Rodríguez, Oscar Dertycia (2), Carlos Rosas - Roberto Prado |
| 22 grudnia 1983 | CA Huracán – Ferro Carril Oeste 1:1 Claudio García - Jorge Brandoni |
| 22 grudnia 1983 | San Lorenzo de Almagro – CA Platense 2:0 Jorge Rinaldi, Armando I. Quinteros mecz rozegrany został na stadionie klubu CA Vélez Sarsfield |
| 22 grudnia 1983 | Racing Córdoba – Rosario Central 2:0 Horacio Zingariello (2) |
| 22 grudnia 1983 | Independiente – Racing Club de Avellaneda 2:0 (1:0) Widzowie: 15 090 Sędzia: Espósito Bramki: 1:0 Ricardo Giusti 43, 2:0 Enzo Trossero 48 Czerwone kartki: – / Campos Aquino 56 CA Independiente: Moriconi – Zimmermann, Villaverde, Enzo Trossero, N.R.Clausen – Ricardo Giusti, C.Marangoni, R.E.Bochini, J.Burruchaga – E.O.Sánchez (C.A.Carrizo), Percudani (Merlini). Trener: José Omar Pastoriza. Racing Club de Avellaneda: C.A.Rodríguez – J.E.Solari, Campos Aquino, Castello, Veloso – Caldeiro, Urán, De Andrade – Matuszyczk, Lozano (J.A.Martínez), Larrachado (R.Scalise). Trener: Juan José Pizzuti. |
| 22 grudnia 1983 | Newell’s Old Boys – Talleres Córdoba 3:3 Víctor R. Ramos (2), Sergio Almirón - Carlos Guerini (2), Carlos Moreno |
| 22 grudnia 1983 | River Plate – CA Vélez Sarsfield 1:2 Enzo Francescoli (k) - Carlos Bianchi (2) |
| 22 grudnia 1983 | Estudiantes La Plata – CA Temperley 0:1 Oscar Moris (k) |
| 22 grudnia 1983 | Argentinos Juniors – Nueva Chicago Buenos Aires 0:1 Carlos A. Acuña mecz rozegrany został na stadionie klubu Ferro Carril Oeste |

### Końcowa tabela Metropolitano 1983
| Poz | Klub                       | Mecze | Zw | Rem | Por | Pkt | BrZd | BrStr |
| --- | -------------------------- | ----- | -- | --- | --- | --- | ---- | ----- |
| 1   | Independiente              | 36    | 16 | 16  | 4   | 48  | 54   | 38    |
| 2   | San Lorenzo de Almagro     | 36    | 20 | 7   | 9   | 47  | 69   | 43    |
| 3   | Ferro Carril Oeste         | 36    | 16 | 14  | 6   | 46  | 44   | 27    |
| 4   | CA Vélez Sarsfield         | 36    | 18 | 8   | 10  | 44  | 61   | 45    |
| 5   | Unión Santa Fe             | 36    | 14 | 10  | 12  | 38  | 47   | 43    |
| 6   | Estudiantes La Plata       | 36    | 13 | 12  | 11  | 38  | 42   | 43    |
| 7   | Boca Juniors               | 36    | 14 | 9   | 13  | 37  | 57   | 61    |
| 8   | Argentinos Juniors         | 36    | 13 | 10  | 13  | 36  | 44   | 45    |
| 9   | Newell’s Old Boys          | 36    | 11 | 13  | 12  | 35  | 56   | 49    |
| 10  | Instituto Córdoba          | 36    | 12 | 11  | 13  | 35  | 45   | 48    |
| 11  | CA Platense                | 36    | 11 | 12  | 13  | 34  | 41   | 44    |
| 12  | CA Temperley               | 36    | 12 | 9   | 15  | 33  | 46   | 51    |
| 13  | Talleres Córdoba           | 36    | 11 | 11  | 14  | 33  | 41   | 58    |
| 14  | CA Huracán                 | 36    | 11 | 10  | 15  | 32  | 44   | 47    |
| 15  | Nueva Chicago Buenos Aires | 36    | 10 | 12  | 14  | 32  | 38   | 48    |
| 16  | Rosario Central            | 36    | 11 | 8   | 17  | 30  | 50   | 60    |
| 17  | Racing Club de Avellaneda  | 36    | 11 | 8   | 17  | 30  | 38   | 49    |
| 18  | River Plate                | 36    | 10 | 9   | 17  | 29  | 37   | 50    |
| 19  | Racing Córdoba             | 36    | 7  | 13  | 16  | 27  | 46   | 51    |

### Klasyfikacja strzelców bramek Metropolitano 1983
| Gole | Piłkarz          | Klub                   |
| ---- | ---------------- | ---------------------- |
| 30   | Víctor Ramos     | Newell’s Old Boys      |
| 22   | Carlos Bianchi   | CA Vélez Sarsfield     |
| 18   | Armando Husillos | San Lorenzo de Almagro |
| 15   | Luis Burruchaga  | Independiente          |
| 15   | Claudio Morresi  | CA Huracán             |

### Tabela spadkowa Metropolitano 1983
Pierwszy raz w historii futbolu argentyńskiego pojawiła się tzw. tabela uśredniająca, której celem było wyłonienie klubów mających spaść do drugiej ligi. Prawdopodobnie inspiracją dla tego pomysłu był sensacyjny spadek z pierwszej ligi klubu San Lorenzo de Almagro w roku 1981. Tabela ta miała zapobiec przypadkowym rozstrzygnięciom. O kolejności drużyn decydować miała średnia liczba punktów w przeliczeniu na jeden sezon. Pod uwagę brane miały być trzy ostatnie sezony, a tylko w 1983 roku konstruowano tabelę jedynie na podstawie dwóch sezonów, gdyż w 1981 roku w lidze grało 18 klubów, a w 1982 i 1983 – 19 klubów.
| Poz | Klub                       | 1982 pkt | 1983 pkt | Razem pkt | Sezony | Średnia |
| --- | -------------------------- | -------- | -------- | --------- | ------ | ------- |
| 1   | Independiente              | 52       | 48       | 100       | 2      | 50.00   |
| 2   | San Lorenzo de Almagro     | 0        | 47       | 47        | 1      | 47.00   |
| 3   | Estudiantes La Plata       | 54       | 38       | 92        | 2      | 46.00   |
| 4   | CA Vélez Sarsfield         | 42       | 44       | 86        | 2      | 43.00   |
| 5   | Boca Juniors               | 48       | 37       | 85        | 2      | 42.50   |
| 6   | Ferro Carril Oeste         | 37       | 46       | 83        | 2      | 41.50   |
| 7   | Newell’s Old Boys          | 44       | 35       | 79        | 2      | 39.50   |
| 8   | CA Huracán                 | 41       | 32       | 73        | 2      | 36.50   |
| 9   | Instituto Córdoba          | 33       | 35       | 68        | 2      | 34.00   |
| 10  | Rosario Central            | 37       | 30       | 67        | 2      | 33.50   |
| 11  | Racing Córdoba             | 39       | 27       | 66        | 2      | 33.00   |
| 12  | Talleres Córdoba           | 33       | 33       | 66        | 2      | 33.00   |
| 13  | CA Temperley               | 0        | 33       | 33        | 1      | 33.00   |
| 14  | Unión Santa Fe             | 27       | 38       | 65        | 2      | 32.50   |
| 15  | River Plate                | 34       | 29       | 63        | 2      | 31.50   |
| 16  | Argentinos Juniors         | 28       | 36       | 64        | 2      | 32.00   |
| 17  | CA Platense                | 28       | 34       | 62        | 2      | 31.00   |
| 18  | Nueva Chicago Buenos Aires | 28       | 32       | 60        | 2      | 30.00   |
| 19  | Racing Club de Avellaneda  | 28       | 30       | 58        | 2      | 29.00   |